# パレスチナ文学
パレスチナ文学（パレスチナぶんがく、アラビア語:الأدب الفلسطيني）は、パレスチナ在住の作家やパレスチナにルーツを持つ作家による文芸作品および文学研究を指す。歴史的な経緯によって世界各地に作家がおり、パレスチナ国の他に各国で難民や市民として暮らす人々が創作をしている。言語は主にアラビア語で執筆されており、英語やヘブライ語などの作品も発表されている。
パレスチナの文芸作品には詩、戯曲、小説、エッセイ、伝統にもとづく民話、児童書などがある。これらの作品はパレスチナ人の喪失や疎外感、望郷などの経験を共有する役割を果たしてきた（#作品形式を参照）。作品のテーマは、パレスチナ難民の原因となったナクバと呼ばれる出来事をはじめ、イスラエル政府の占領に対する抵抗、各地での暮らしや望郷、事件や犠牲者の記憶、世代による価値観の違い、抑圧への諷刺や批判、情勢に対する不安や希望などがある（#作品テーマを参照）。
文学はパレスチナ人のアイデンティティや政治に影響を与えるため、作品や作家が抑圧や暴力に見舞われる場合もある（#文学に対する抑圧を参照）。検閲を避けるための方法として、読み人知らずの詩や口伝、ネット投稿など匿名による活動もある。

## 定義
パレスチナ文学の作品は、異なる背景をもつ作家によって創作されている。1948年以降の歴史的経緯のため、パレスチナの作家は次のように分かれる。(1) パレスチナに留まった人々。(2) イスラエル領に留まった人々。パレスチナ系イスラエル人やイスラエル系パレスチナ市民と呼ばれる。(3) 他の国や地域に避難した人々。ディアスポラ・パレスチナ人と呼ばれる（#歴史や#言語、地理を参照）。
言語面では、近代より前の時代はアラビア語が中心を占めている。近代以降は非アラビア語による作品も発表されており、特に小説において多い（#言語の多様性を参照）。
パレスチナ文学を網羅したアンソロジー・解説書として、コロンビア大学で出版された『Anthology of Modern Palestinian Literature』（1992年）がある。本書にはパレスチナ文学の概観や70人以上の作家データ、232の詩、25の短編小説、長編小説の抜粋などが収録されている。パレスチナ国だけでなく、パレスチナ難民やイスラエル領内のパレスチナ人の作家も含まれている。

## 歴史
パレスチナは近代までは明確な境界線がなかった。歴史上の記録としてはヘロドトスの『歴史』でパレスティナが地名として登場しており、レバノンからエジプトの間の地域を指している。アラビア語ではローマ時代の呼称にもとづいてフィラスティーン（ペリシテ人の地）と呼ばれている。中世の著作家の記録からは、多種多様な人々が共存するパレスチナ社会がうかがえる。
オスマン帝国時代のパレスチナはシリアの南部に位置付けられ、ビラード・アッ・シャーム（シャームの地）と呼ばれた。19世紀から20世紀初頭にかけての歴史書では、文化的・宗教的領域としてパレスチナが記されている。19世紀から蒸気船航路の開通で欧米の聖地巡礼者が急増し、欧米作家の文芸作品の題材となった。欧米の宣教団体はパレスチナに教育施設を建設し、欧米の戯曲がカリキュラムに取り入れられた。出版の普及で新聞が創刊されると、民族のアイデンティティ、労働者の連帯、女性の権利などが論じられることが増えて、パレスチナへの帰属意識が育まれた。この時期に民話や民間信仰など伝統文化の収集や研究も始まった。

### バルフォア宣言（1917年） - 委任統治領時代（1923年-1947年）
アラブとユダヤの対立は聖書時代から自明として続いていたのではなく、19世紀以降の欧米の外交政策と民族主義によって作られた経緯がある。1910年代のパレスチナに住むユダヤ教徒、ムスリム、キリスト教徒は共存関係にあった。しかし、イギリス政府はバルフォア宣言によってシオニズムを支持した。さらに同宣言によって、パレスチナに住む人間がユダヤ人と非ユダヤ人に区別された。バルフォア宣言以降はアラブとユダヤの対立の図式が固定化し、オスマン帝国領がイギリス委任統治領になると、アラブとユダヤの対立が激化した。当時のパレスチナ人の回想録は残っているが、上流階級や中流階級の人々が執筆しており、貧困層の視点を知ることは困難となっている。
1920年代にはエルサレムやナーブルスに劇団が設立され、古典アラビア語の教訓劇が上演された。学校では文芸クラブやアラブ・クラブが設立され、委任統治政府とユダヤ移民に対抗するための復興運動が盛んになり、民族主義的な近代詩も発表された。アラブ・クラブはパレスチナやアラブ諸国の思想家、作家らを招待して文化的・政治的な活動が行われ、民衆のデモにもつながった。1930年代には新しい世代の詩人が相次ぎ、民族意識、祖国に対する感情、土地を守るための犠牲などがテーマとなった。エジプトで発行されるアラブ世界最大の文芸誌『アッリサーラー』にもパレスチナ作家の作品が掲載された。1933年のナチス・ドイツ政権成立の影響でユダヤ人移民が増加し、パレスチナ農民が土地を失うことが増えた。危機感を抱いたパレスチナ人によって、1936年にはアラブ大革命とも呼ばれる抵抗運動が起き、反イギリスのゼネストが行われた。しかし抵抗は委任統治政府に鎮圧された。運動は衰退したが、文学面では有名・無名を問わずさまざまな作者によって抵抗が表現されるようになった。

### ナクバ（1948年-）
1947年にシオニスト軍の侵攻で内戦が始まり、パレスチナ社会ではパニックが起きた。1948年には、イスラエル建国と第1次中東戦争、それらにともなうパレスチナ人の故国喪失が起きた。これはナクバと呼ばれ、アラビア語で大災厄を意味する。一時的に避難したパレスチナ人に対して、イスラエル政府は帰還を認めなかったため、避難民は避難先の各地で暮らすことになり、難民化した。当時のパニックや難民と帰還をめぐる問題は、のちに数々の作品のテーマとなった。
ナクバによってパレスチナ人の文芸活動は大きく2つに分かれた。難民として世界各地で創作をする者と、パレスチナやイスラエル領となった土地にとどまった者である。とどまった者は農民が多かったこともあり、占領政策によって当地のパレスチナ文化は停滞を余儀なくされた（#文学に対する抑圧を参照）。そのためナクバ後の作家活動は、当初はパレスチナ難民が中心となった。ナクバについては1950年代から作品のテーマとなり、直接に体験した作家やその後の世代によってさまざまな作品が書かれている（#ナクバ、難民を参照）。
アラビア語文芸では1950年代から1960年代にかけて古典から現代的な表現への変化が起きた。パレスチナ人はナクバの経験を通して伝統的な権威や価値観を疑い、新しい表現を追求した。パレスチナやイスラエル領内に暮らすアラブの作家は、占領に対抗するアラビア語の詩を作り、抵抗詩と呼ばれて人気を呼んだ（#抵抗文学を参照）。他方でディアスポラの作家は、イスラエル政府によるアラビア語の言論統制がパレスチナ作家の妨げになっていると批判した。1950年の反シオニズムのデモでは多数の詩人が捕えられ、抵抗詩が広まった。アラブ世界の動静をテーマにした詩も各地に伝わった。1960年代からは占領地で成長した作家が大衆詩でパレスチナ問題を表現するようになった。詩は口伝えに広がり、レジスタンス活動にも活用された。

### 第3次中東戦争以降（1967年-1993年）
第3次中東戦争が起きた1967年以降は、レバノンのベイルートを中心としてパレスチナ人の文化的な活動が活発になった。ベイルートはエジプトのカイロとともにアラブの文芸復興運動アル＝ナフダの要所だった歴史を持ち、出版社・新聞社・雑誌社が多数あり、アラブの作家や知識人の交流の場だった。また近隣の国家で発禁となった本が出版されており、パレスチナ研究所もベイルートで図書館や出版物を運営した。
故郷を離れて暮らす作家やパレスチナ域内の作家が、詩、小説、戯曲などでパレスチナの経験を表現した。これによって喪失、追放、疎外感などが共有されてアイデンティティの再編が起きた。ナクバで難民となった者の2世が成長してパレスチナに帰国した体験なども後に作品となった。他方、第3次中東戦争によって新たに難民となったパレスチナ人作家もいた。レバノン内戦の影響でレバノンのパレスチナ難民キャンプでは虐殺が起き、後に作品で描かれた。
第3次中東戦争以降、イスラエルのパレスチナ系市民の作品もアラブ系出版社によって出版されるようになった。しかし、パレスチナ経済はイスラエル経済に組み込まれ脆弱となった。イスラエル政府の政策がホロコーストやアパルトヘイトに類似しているという指摘が作家によってなされるようになった。

### オスロ時代（1993年-2000年）、オスロ時代以降（2000年-）
パレスチナ解放機構（PLO）とイスラエル政府のオスロ合意が1993年に調印され、1995年からパレスチナ自治政府による5年間の暫定自治が行われた。他方、オスロ合意に参加したイスラエルのイツハク・ラビン首相が和平反対派のユダヤ人に暗殺されてイスラエル社会内の対立が明らかとなり、和平交渉が停滞した。地中海に面したガザ地区と、内陸のヨルダンに面したヨルダン川西岸地区は分断された。イスラエル政府はパレスチナ人を国内の労働市場から排除し、オスロ時代のパレスチナは国民所得が36％減少した。
2001年にアメリカ同時多発テロ事件が起きると、イスラエル政府はパレスチナ問題をアメリカの対テロ戦争に関連づけたため、和平の進展はさらに困難となった。西アジアや南アジアの作家にとっては、テロ発祥の地域というステレオタイプで評価される問題が起き、パレスチナ問題が影を落とすことになった。2012年にはパレスチナは国際連合総会オブザーバーで国家として承認されたが、人々は依然として厳しい生活を送っており、昨今の状況をめぐる作品もある（#パレスチナ領内を参照）。ナクバから時代を経て、2世や3世の作家による創作も発表されるようになった。SNSとスマートフォンの普及によって、2014年のガザ侵攻以降は若い世代を中心に情報発信が行われている。

## 言語、地理
アラビア語は、標準語にあたる文語のフスハーと、口語のアーンミーヤに分かれる。フスハーは公的領域で使われる正則語であり文字文化に関係し、アーンミーヤは各地域で独自に発展した歴史をもち口承文芸に関係する。アラブ文学は伝統的にフスハーで創作されてきたが、近代以降はアーンミーヤでの創作が増えていった。執筆でフスハーとアーンミーヤのどちらを使うかは、出自や作風によって異なる。パレスチナ独自のアーンミーヤであるアラビア語パレスチナ方言を活かして創作をする作家もいる。
ナクバ前のパレスチナは、アラビア語話者が90%を占め、スンニ派を信仰していた。キリスト教徒やユダヤ教徒もアラビア語の話者が多数派だった。委任統治時代の教育は英語やフランス語でなされることが多く、中流以上の家庭出身の作家は、アラビア語を外国語のように努力して学ばなければならない場合もあった。ナクバ以降はアラビア語の他に、パレスチナ人が移り住んだ各地の言語でも創作が行われている。若い世代は読み手の多さを意識して英語で執筆する者も多い。イスラエル領内ではヘブライ語を使う作家もいる。ヘブライ語を選ぶ理由は世代や作風によって異なる（#世代交代、#言語の多様性を参照）。
パレスチナに留まった人々はガザやヨルダン川西岸で生活し、2023年時点でガザに住む230万人の3分の2が1948年の難民やその子孫にあたる。ナクバによって難民となったパレスチナ人は75万人おり、ディアスポラ・パレスチナ人と呼ばれ、パレスチナ難民や離散パレスチナ人などの呼称もある。当初は一時的な避難のつもりだったが、イスラエル政府が帰還を保証しなかったために戻れず、難民キャンプや他国の市民として生活をしている。
イスラエル領内に残ったパレスチナ人は、イスラエルのパレスチナ系市民や、パレスチナ系イスラエル人、アラブ系パレスチナ人と呼ばれる。「1948年にイスラエルに占領された土地に住む」という意味を込めて「1948年パレスチナ人」を自称する場合もある。ナクバの時点で約16万人でそのうち国内避難民は約4万6千人、2021年時点では190万人で国内避難民は約43万人となり、イスラエルの人口の約2割を占める。パレスチナ人としての帰属意識を持つ者も多く、アラビア語の他にイスラエルの国語であるヘブライ語の話者でもある。パレスチナで暮らす人々や難民となった人々と比べると知られておらず、第3次中東戦争まではアラブ世界における作品の出版も少なかった。

## 作品形式

### 詩、歌唱

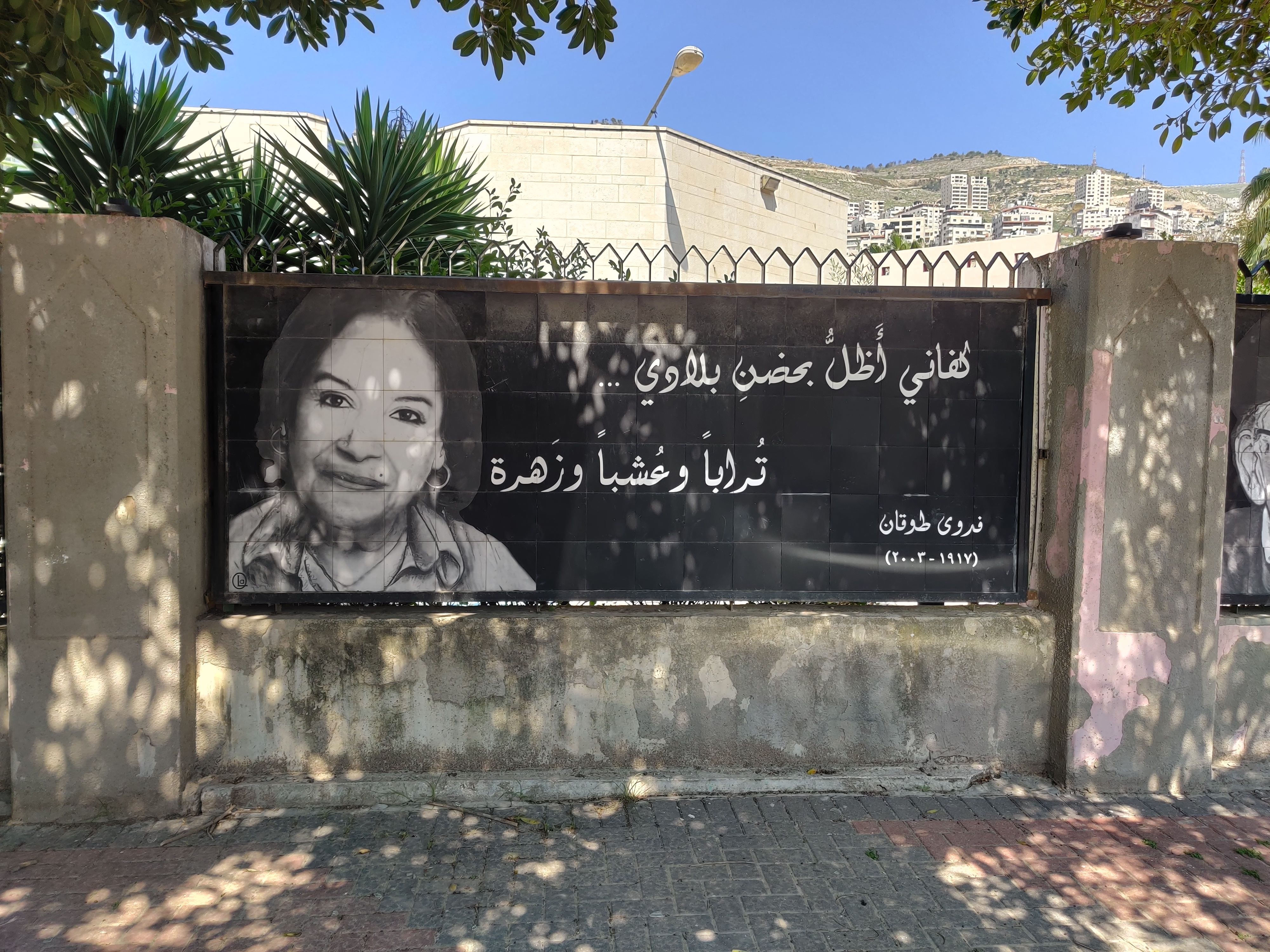
ファドゥワ・トゥカーンの肖像と詩の一節。ファドゥワの故郷ナーブルスに建てられた

ナクバ以前から活動していた近代詩人としては、イブラーヒム・トゥカーン、アブー・サルマー、アブドゥル・ラヒーム・マフムード、ファドゥワ・トゥカーンらが知られている。イブラーヒムはナーブルスの名家の出身で民族主義を作風とした。マフムードは詩人として成功していたが、イスラエルへの攻撃に参加して戦死した。ファドゥワはイブラーヒムの妹にあたり、若くから詩才を発揮した。文芸におけるアラブ現代詩の変化と、女性の解放やナショナリズムなど社会の変化の双方を受けて独自の世界を築き、パレスチナ人の抵抗の支えとなった。
第2次世界大戦後のアラブ詩にはタンムーズ派（Tammuzi Movement）と呼ばれる集団が生まれ、パレスチナ詩人からはイラク在住のジャブラー・イブラーヒーム・ジャブラー、アメリカ在住のタウフィーク・サーエグ、ヨルダン在住のサルマ・ジャユースィーらが参加した。バビロニアの豊穣と復活の女神タンムーズを象徴として、アラブ世界の未来を思い描いた詩人たちで、パレスチナ問題にも取り組んだ。ジャブラー・イブラーヒーム・ジャブラーはイラクで暮らしながら自らの大地としてパレスチナを詠った。タウフィーク・サーエグは具象を抽象化するスタイルを持ち、カリフォルニア大学バークレー校でアラビア文学を教え、『対話』という文芸誌を主宰した。サルマ・ジャユースィーは散文詩の世界を展開するかたわらで詩の翻訳やアンソロジーを手がけた。
他方、占領下で暮らす詩人は抵抗の意志を詩に込めた（#抵抗文学を参照）。イスラエル建国当初は恋愛詩だけが当局に許可されて出版されたが、1950年代からは土地への愛着や占領への抵抗が明確なテーマになり、口伝えの大衆詩が広まった。口伝えの詩は作者が不明で、イスラエル当局による検閲を逃れるうえでも有効だった。初期の抵抗詩はフスハーによる定形詩だったため作れる者が限られていたが、日常の言葉であるアーンミーヤも使われるようになった。パレスチナでは読み人知らずの詩も多く、失われた村落への想いや社会を風刺した作品が残されている。

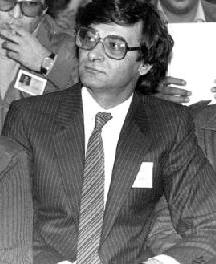
マフムード・ダルウィーシュ

マフムード・ダルウィーシュは、故郷への想いや帰還の願いを普遍的に表現して、パレスチナ人だけでなく世界的に読まれた。『パレスチナの恋人』（1966年）では愛する女性と祖国を二重映しに表現して希望を詠った。恋愛と祖国をつなげた構成は、イスラエル当局が唯一許可したジャンルである恋愛詩の形式を逆手に取っている。レバノン内戦（1982年）でイスラエル軍がレバノンに侵攻した際、ベイルートに住んでいたダルウィーシュはムイーン・ブセイソウとともに爆撃を受けながら長編詩を執筆し、『包囲の中から - イスラエル兵士への手紙』として発表した。
パレスチナの詩人は、世界各地で困難に遭っている人々への共感も表現した。サミール・アル・カースィムは、『わが姉妹サヌアの町』で故郷の街への愛着を語りながら、パレスチナ問題とイエメン問題を融合した。マフムード・ドースキーやハビーブ・カフワジー、ハンナー・アブー・ハンナーらはアルジェリア戦争やスエズ戦争をテーマとした。マフムード・ダルウィーシュが広島市を訪れた際には、自身が体験したレバノンの絨毯爆撃と広島の原爆を重ね合わせた『忘れやすさのための記憶』（1995年）を発表した。ダルウィーシュはアフリカ解放闘争も詩にしている。
パレスチナの詩は音楽にも使われており、シンガーソングライターのザイナブ・シャース（Zeinab Shaath）は、パレスチナへの帰還を詠ったアブド・アル＝ワッハーブ・バヤーティの詩を英訳し、哀愁のメロディーを付けて歌った。リーム・ケラーニはパレスチナの音楽を研究し、ディアスポラ・パレスチナ人の歌手や詩人の作品、難民キャンプで聞いた曲などをアルバムに盛り込んでいる

### 戯曲
1920年代から欧米の学校教育の影響で劇団が増え、1940年代には数十の劇団が存在した。その後はナクバの影響で上演の機会が減り、1966年にパレスチナ・アラブ演劇協会が設立された。同協会は演劇でパレスチナ問題を伝えることを目的としてアラブ諸国で上演を行い、1970年にはパレスチナ国民劇団も設立され、シリアやイラクの演劇家も参加した。

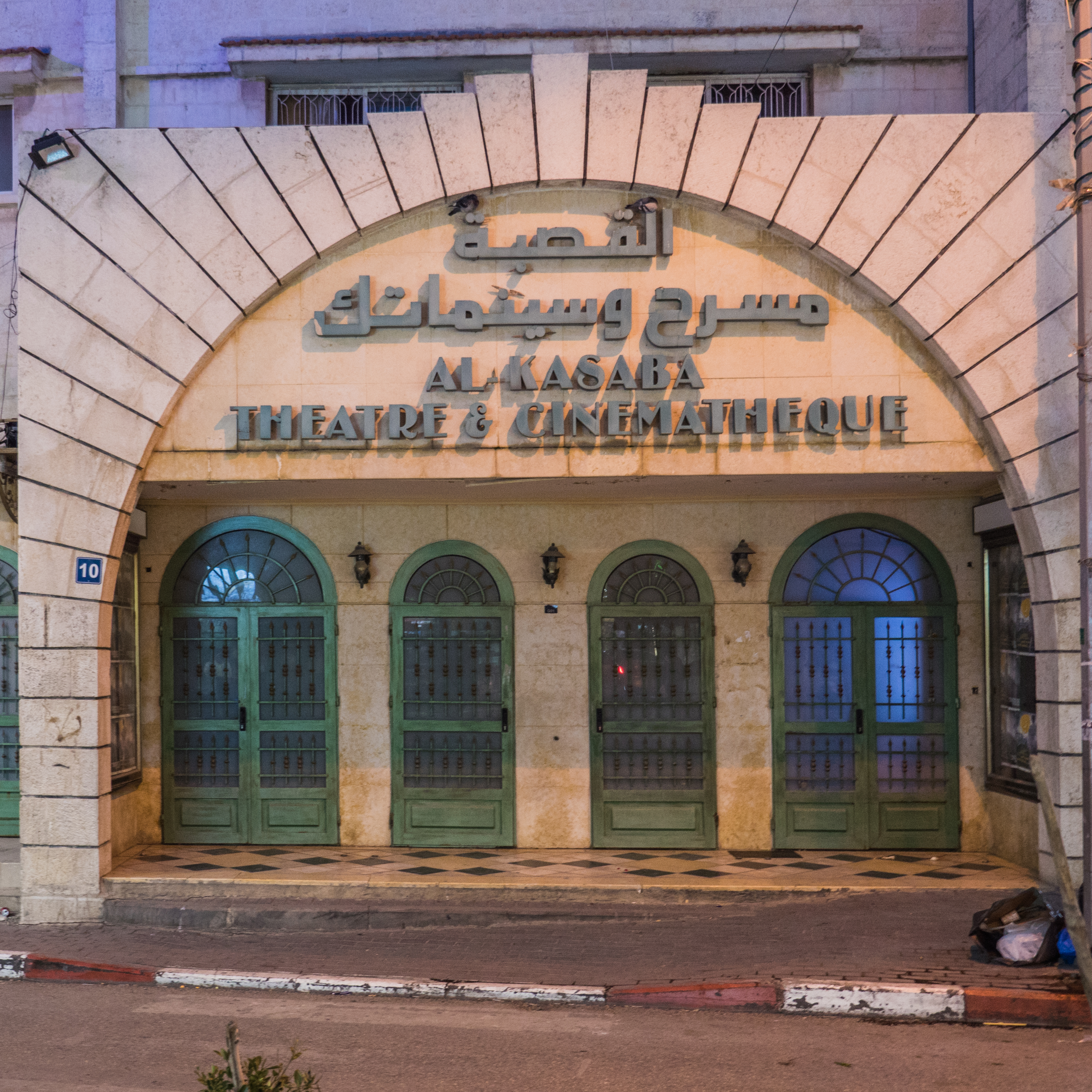
ラマッラーのアル・カサバ・シアター

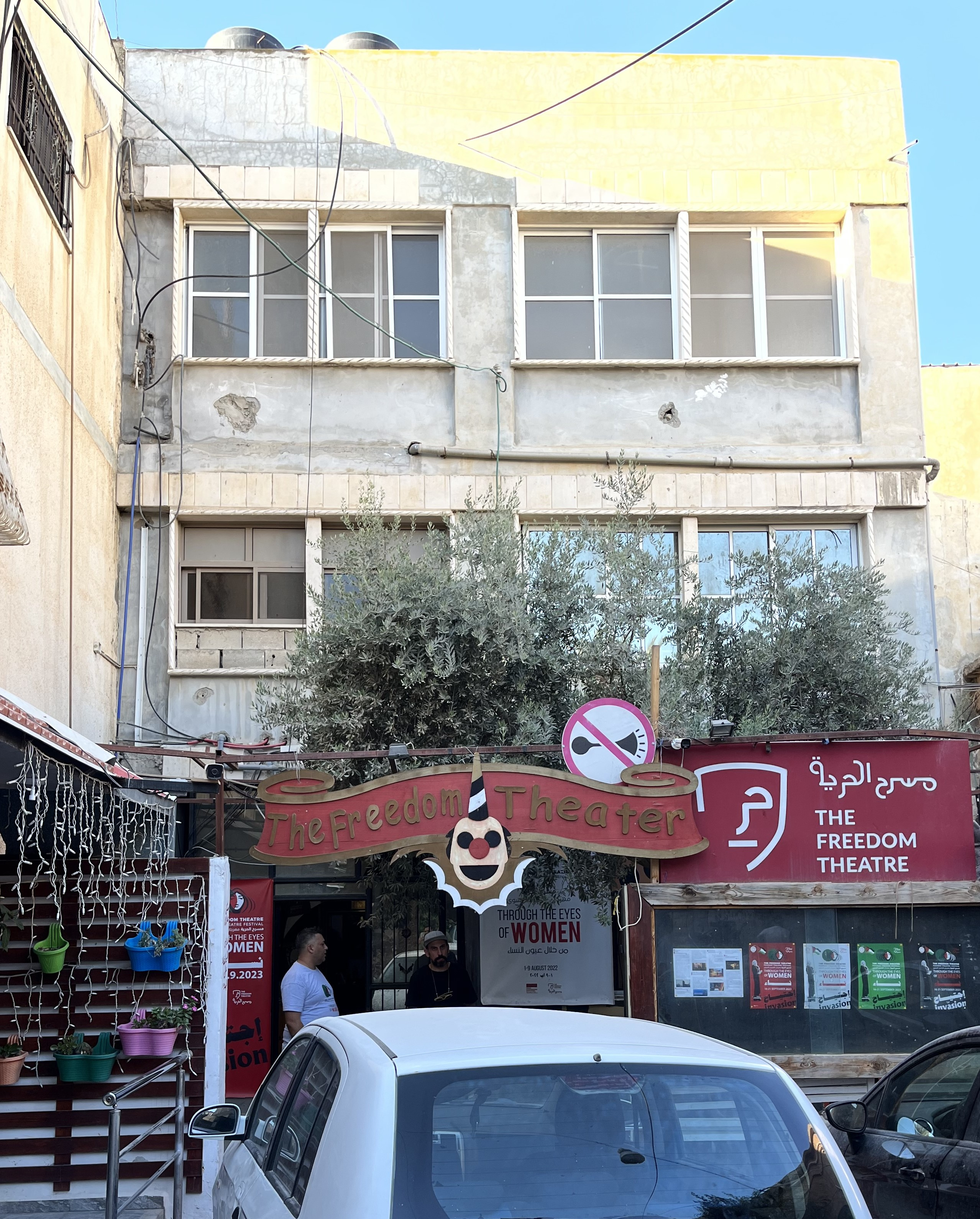
ジェニーンのフリーダム・シアター

1970年にジョルジュ・イブラーヒームがアル・カサバ・シアターを設立し、1970年代にエルサレムを拠点に公演を行い、1980年代に論争的なテーマや実験的な形式を導入した。イブラーヒームは正則語のフスハーではなくアラビア語パレスチナ方言を使い、農村や学校にも巡業して演劇を身近なものにした。1998年にラマッラーのアル・ジャミール映画館を改装し、複合文化施設のアル・カサバ・シアター・アンド・シネマティックを開設した。アル・カサバ・シアターは、イスラエルの俳優イナト・ヴァイツマン作の『パレスチナ、イヤーゼロ』（2016年）などイスラエルの戯曲も上演している。この作品は、パレスチナの家屋破壊をテーマとして占領政策を批判している。
1971年にフランソワ・アブー・サーレムが設立したバラリーン劇団は、日常を舞台にしてイスラエルの占領政策やパレスチナ社会の保守性を批判する即興劇がレパートリーだった。アブー・サーレムのアル・ハカワーティー劇団は、ヨルダン川西岸や周辺村落の他にタブーとも言われたテルアビブでの公演も実現し、パレスチナ演劇の発展に影響を与えた。アル・ハカワーティー劇団の『シャンマ村』（1987年）は、パレスチナ人留学生が破壊された故郷を目にするという物語だった。アル・ハカワーティー劇団はエルサレムの映画館をパレスチナの演劇センターとして整備してレジデント・カンパニーを運営し、劇団の解散後はパレスチナ国立劇場となっている。ハイファのアル＝ミーダーン劇場、ヘブロンのイエス・シアターでもパレスチナ作家が活動しており、ターヘル・ナジーブ、イーハーブ・ザーイダ、ヤーセル・アブー・シャクラらがいる。1970年代から1980年代の劇団の増加をうけて、イスラエル政府は東エルサレムにダーウード文化会館を設立したが、大半の劇団からボイコットされた。オスロ合意以降は演劇のNGOが増え、2000年代の教育カリキュラムで高校のアラビア語・アラビア文字の最終課に演劇が入った。
占領下の暴力や抑圧が続いているパレスチナ社会で演劇の役割は大きく、ドラマセラピーによるケアや情操教育、人権やジェンダーに関する啓発などが行われている。児童向けの演劇や児童が演じる演劇も盛んとなっている。イスラエルの俳優で人権活動家のアルナ・メール・ハミースは、ヨルダン川西岸地区のジェニーン難民キャンプで子供に演劇を教え、アルナの息子ジュリアーノ・メール・ハミースはジェニーンにフリーダム・シアターを開設した。
ラマッラーのアシェタール劇場はガザ紛争（2008年-2009年）を体験した10代によるモノローグ劇『ガザ・モノローグ』を作り、ガザ侵攻（2014年）やイスラエル・ハマース戦争（2023年）でもモノローグが追加されている。

### 小説

グラフィティに描かれたガッサン・カナファーニー。パレスチナ難民として移り住みながら創作をした

ガッサン・カナファーニーはナクバによってシリアへ逃れて育ち、クウェート、レバノンと移り住みながら政治活動と創作を行った。政治活動ではパレスチナ解放人民戦線（PFLP）のスポークスマンとなり、創作では小説、戯曲、翻訳を発表した。カナファーニーの小説は全てがパレスチナ問題に関係している。幼少期の難民体験をもとにした『悲しいオレンジの実る土地』（1963年）、教員時代と難民児童をもとにした『路傍の菓子パン』（1959年）、難民キャンプを舞台とした『盗まれたシャツ』（1958年）、炎天下の給水車に隠れて国境を越える難民を描く『太陽の男たち』（1962年）、パレスチナ問題に無関心な世界を批判した『彼岸へ』（1962年）、息子がフィダーイーとなった母親の心情を描く『サアドの母』（1969年）、パレスチナへ帰還した者が体験する断絶を描く『ハイファに戻って』（1970年）などがある。カナファーニーはベイルートではアル・ムハッリル（Al Muharrir）、アル・アンワル、アル・ハダフなどのパレスチナ系新聞にも務めた。

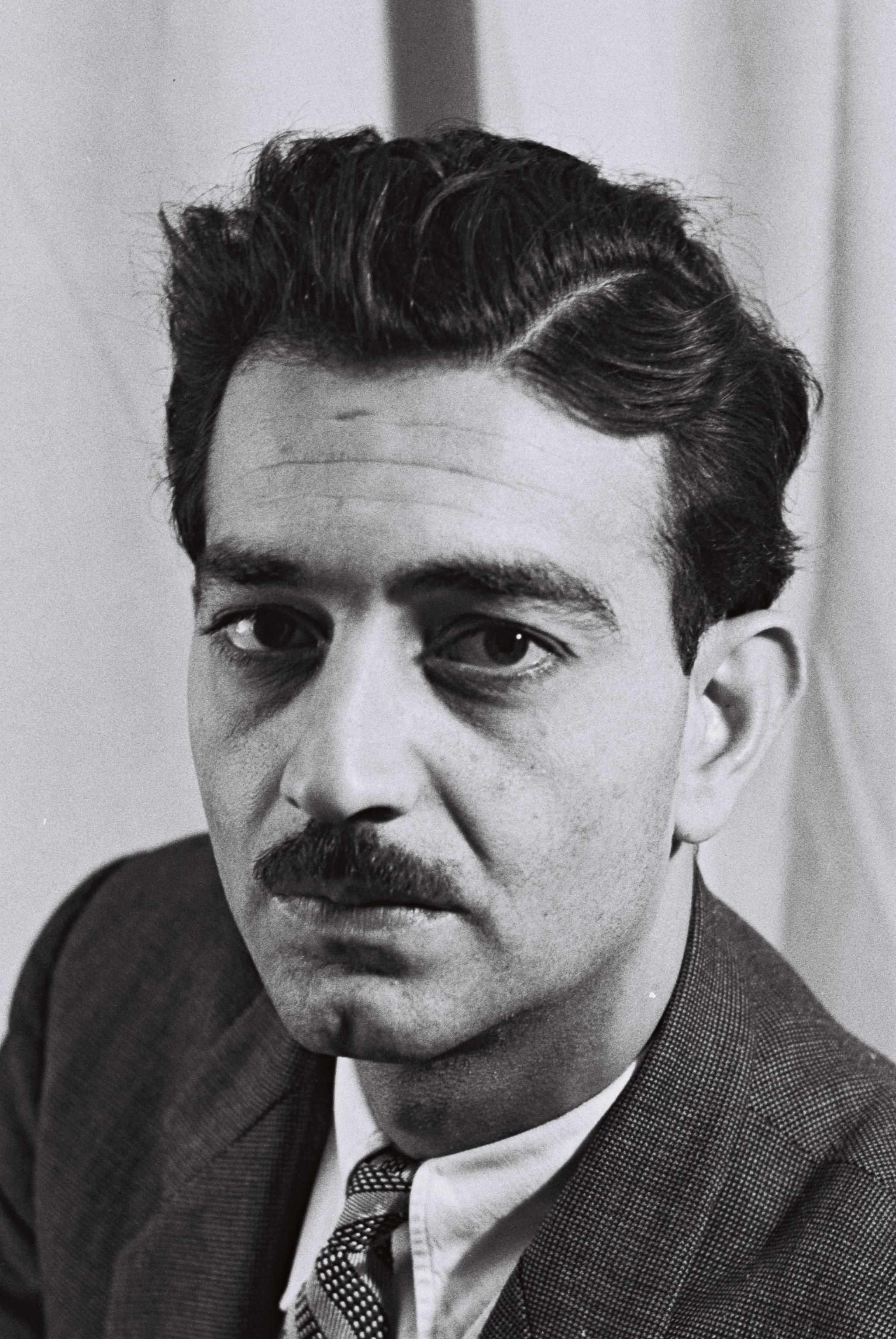
イスラエル在住の視点で創作をしたエミール・ハビービー

エミール・ハビービーはイスラエルでジャーナリストや政治家として活動しながら執筆し、『悲楽観屋サイードの失踪にまつわる奇妙な出来事』（1974年）で著名になった。ハビービーが文学の世界に入ったきっかけは、「イスラエルに残留したパレスチナ人は存在しない。存在しているのなら彼らを表現する文学があるはずだ」というイスラエル政府高官の発言だった。ハビービーは故郷の港湾都市ハイファを舞台として、イスラエルに留まることの葛藤、パレスチナ文化の重層性、難民となったパレスチナ人との再会、記憶と忘却などをテーマに書き続けた。
シリア出身のハリーム・バラカートはイスラエル建国をテーマとした『六日間』（1961年）や第3次中東戦争をテーマとした『海に帰る鳥』（1967年）を発表している。『六日間』は降伏勧告を受けた国境の村を舞台とし、『海に帰る鳥』は立場の違う人々が過去の傷といかに関わっていくかを描いた。バラカート作品にはパレスチナ人の体験と、アラブ世界の知識人のジレンマが描かれている。リヤーナ・バドルは、パレスチナ人の経験はあまりにも不条理すぎるので、現実をそのまま描いたのでは本当のことだと信じてもらえない。だから現実を割り引いて書かざるを得ないと語っている。

### エッセイ、ノンフィクション
近代パレスチナについての初期の旅行記では、シェイフ・ムスタファ・アラーキーミ・アルフセイニーの『エルサレム谷の贈り物』（1730年）がある。音楽家で委任統治政府の職員でもあったワースィフ・ジャウハリーヤは、1922年にパレスチナ北部を旅して上流階級の文化や社会を中心とする記録を残した。歴史学者のニコラ・ズィヤーダは、18歳当時の1925年に年長者とともにパレスチナを徒歩で旅行した。委任統治政府に監視される不快さや、各地でアラブ式のもてなし（ディヤーファ）を受けた体験を記している。ジャウハリーヤやズィヤーダが記したルートは、情勢の変化のために2024年現在では旅行ができない。教育家・社会活動家のハリール・サカーキーニーの日記は詳細で長期に渡り、オスマン帝国末期から委任統治時代のパレスチナ社会や文化の資料にもなっている。
ホロコーストやアパルトヘイトと同様の問題がパレスチナで反復されているという指摘は、文学者のエドワード・サイードらによってなされた。サイードは『パレスチナ問題』（1980年）でイスラエル政府への批判とともにアラブ世界の抑圧的な政治についても指摘した。ピアニスト・詩人でPLOパリ事務所の代表だったイブラーヒーム・スースは『ユダヤ人の友への手紙』（1988年）で架空のユダヤ人に呼びかける形式によってイスラエル政府を批判した。スースはパレスチナがダヴィデでイスラエルをゴリアテに喩え、イスラエル政府の政策をナチス・ドイツ、パレスチナ人をナチス政権下のユダヤ人に喩えている。また、ジェノサイドという表現を、ユダヤ人へのホロコーストの他にパレスチナ人の体験や20世紀初頭のアルメニア人虐殺にも当てはめた。
占領地のパレスチナ人によるノンフィクションとして、サイード・アブデルワーヘド（Said Abdelwahed）の『ガザ通信』（2009年）やアーティフ・アブー・サイフの『ガザ日記』（2024年）がある。前者はアズハル大学の英文学教授がイスラエル軍の攻撃を受けながらメールで送った記録で、後者はパレスチナ自治政府の文化大臣でもある作家が2023年イスラエル・ハマース戦争を記録している。
パレスチナやアラブ社会の現状を伝えることを望む作家が、ノンフィクションやドキュメンタリー映像の製作を手がける場合もある。リヤーナ・バドルは小説『鏡の目』発表後に映像作家となった。シリア出身のアリー・クルディーはジャーナリストとしてアルジャジーラのドキュメンタリーに参加し、シリアのハーフィズ・アル＝アサド政権の弾圧を題材とした『カーキ色の記憶』（2016年）でシナリオを担当している。

### 児童書、ヤングアダルト

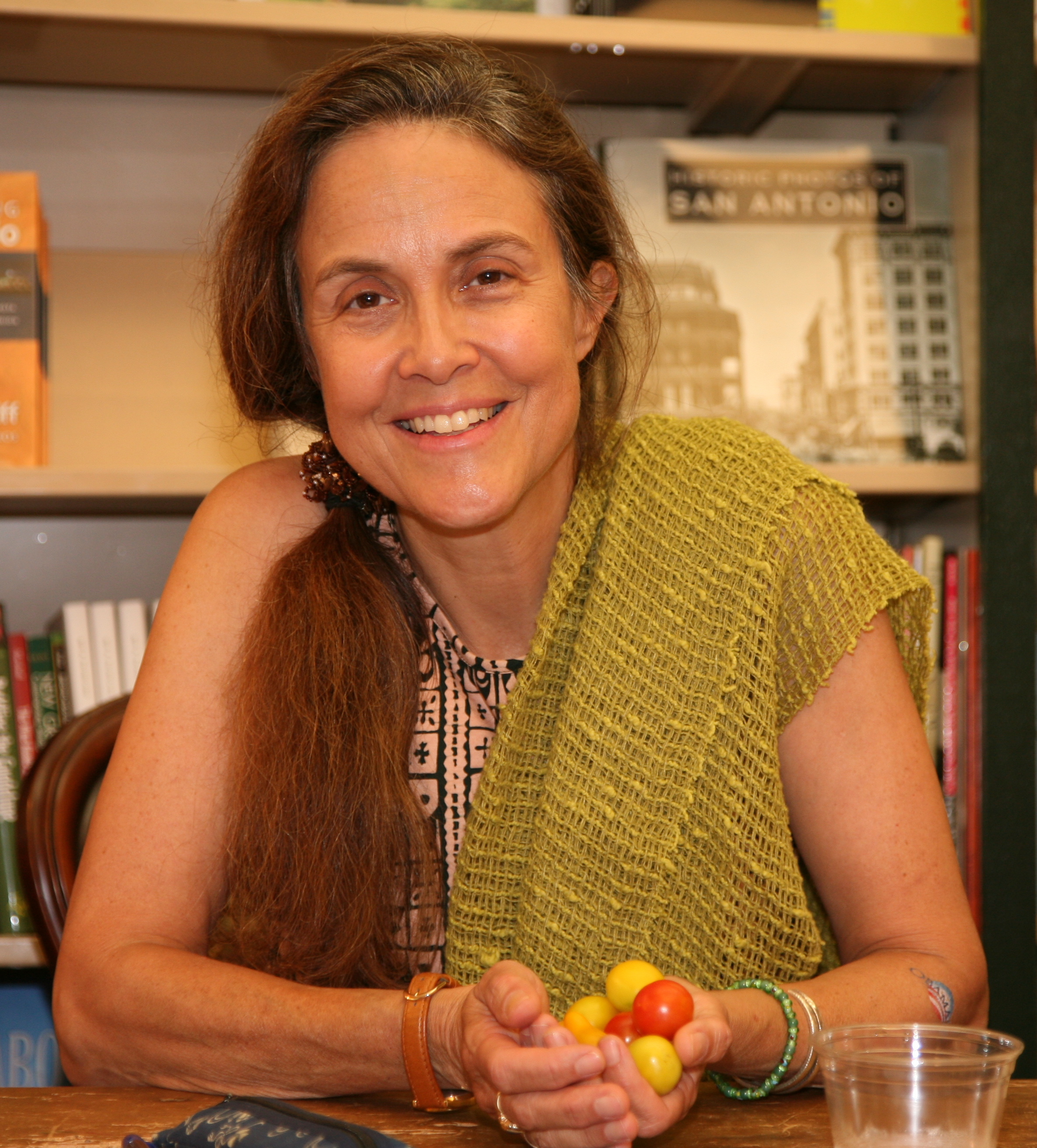
ネオミ・シーハブ・ナイ。アメリカ出身者としてのパレスチナ滞在経験を児童書にした

ナクバの後、ガザ地区やヨルダン川西岸の難民の子供にとって教育が問題となった。パレスチナ当局は、アラブの若者社（Dar al-Fata al-Arabi）をベイルートに設立し、1970年代から児童書を出版した。当時は児童書が少なかったアラブ世界において、同社の出版物は好評を呼んだ。パレスチナからの作品は、母親が仕事をしている間に他の人に世話をしてもらう女の子の物語『誰がヤスミンのために歌うの？』（2002年）、家事は女の子のすることだと考える男の子に共同作業の楽しさを教える『一緒に』（2002年）、仲の悪い猫がお互いの耳を取り替えることで言い分を理解する『黒い耳、黄色の耳』（2002年）などが出版されている。
アメリカ在住のネオミ・シーハブ・ナイはナクバでアメリカに移住した父を持ち、第3次中東戦争前の1967年に家族でパレスチナに滞在した体験をもとに『ハビービー』（1997年）を執筆した。パレスチナにルーツを持つ少女とユダヤ人の少年との交流も描かれ、1998年のジェーン・アダムズ児童図書賞を受賞した。

### 民話

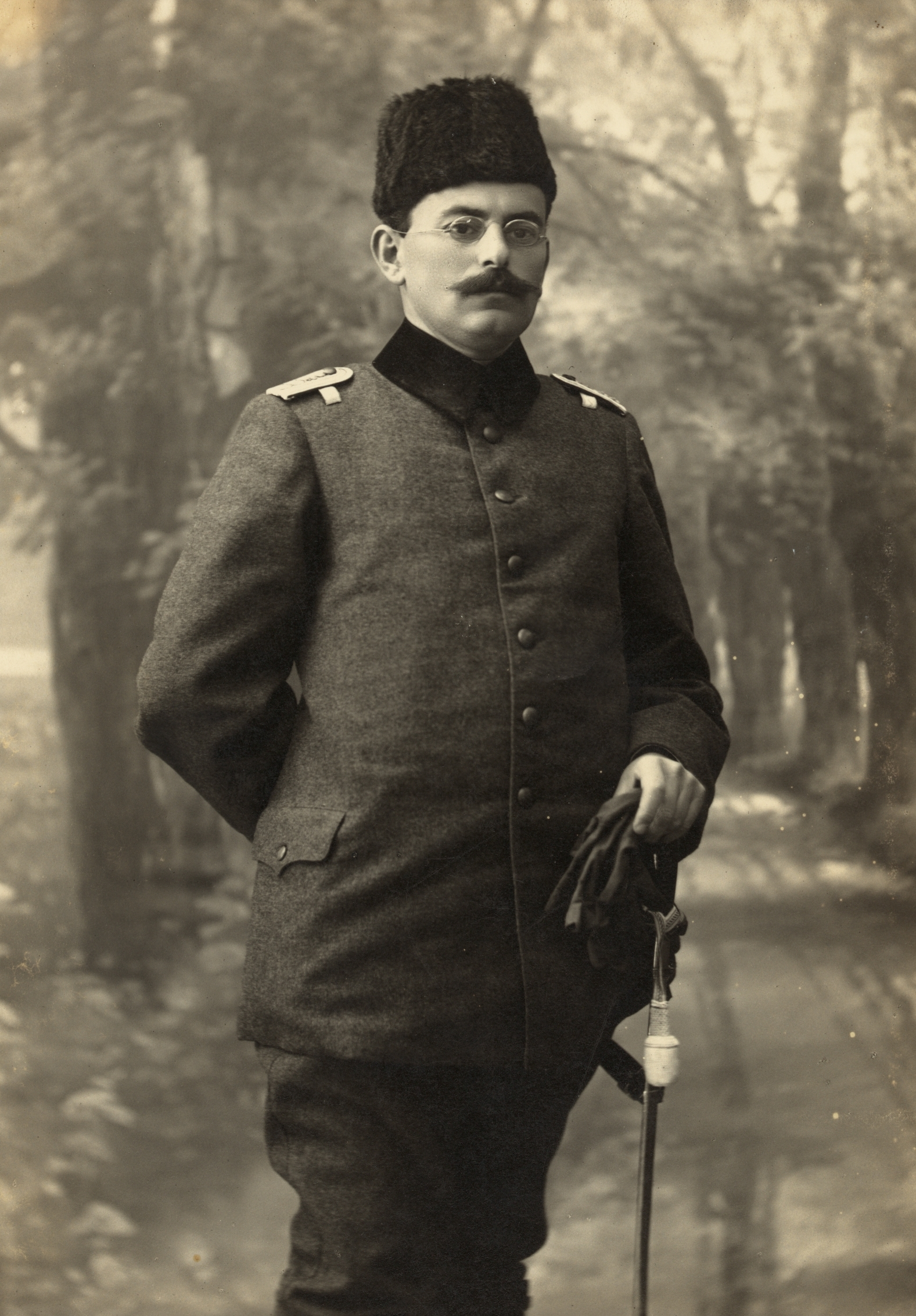
医師として働きながら伝統文化を研究したタウフィーク・カナアーン

伝統文化についてパレスチナ人による研究が行われている。医師でもあるタウフィーク・カナアーンは、パレスチナの民話、民間信仰、工芸品を収集し、オスマン帝国末期から委任統治時代をへてナクバ後にいたるまで活動した。1920年代には伝承や習俗についてドイツ語や英語の論文を著し、1947年にシオニスト軍による作戦が始まったあともドイツ人の妻とともにパレスチナに留まった。しかしエルサレムの自宅は掠奪を受け、未発表の論文、書簡、資料は失われた。
1970年代から1980年代にかけて、社会学者のイブラーヒーム・ムハッウィーと民俗学・人類学者のシャリフ・カナーアナがパレスチナの民話を収集し、約200話を英語書籍『Speak, Bird, Speak Again』（1989年）として発表した。のちにアラビア語版も出版され、パレスチナのアイデンティティの貴重な記録となっている。収集した民話から12話が選ばれてアラビア語の絵本が出版された。

## 作品テーマ

### 抵抗文学
占領や抑圧に対して言葉で立ち向かう抵抗文学がパレスチナ文学には存在する。ガッサン・カナファーニーの著書において定義され、カナファーニーは占領や暴力に対する言葉の役割と効果について論じている。植民地主義やシオニズムに対する警告や抗議の作品も抵抗文学に含まれる。パレスチナにおける抵抗文学はイギリスの委任統治時代から存在し、当時の作家としてイブラーヒム・トゥカーン、アブー・サルマー、アル＝カルミらがいる。1936年にシオニストに処刑された無名のパレスチナ人の詩は、後世にも伝わる著名な作品となった。この詩は処刑前夜に詠んだもので、同胞の囚人、亡き兄弟、残される妻と子への想いが込められている。
抵抗をテーマとする詩は抵抗詩（シール・ムカーワム）とも呼ばれる。マフムード・ダルウィーシュは抵抗詩の第一人者として知られ、『希望』という作品を出発点としている。この詩はパレスチナという語を1度も使っていないが、収録された『抵抗詩』というアンソロジーがアンマンで出版されるとパレスチナやアラブ世界に口伝えで広まった。タウフィーク・ザイヤードは、経済的・社会的な活動を封じられた人間がそれでも抵抗する意志を『異常者』（1965年）という詩で表現した。この他に抵抗文学を発表した作家として、サミール・アル・カースィム、マフムード・ドースキー、ハビーブ・カフワジー、ハンナー・アブー・ハンナー、ハールーン・ハーシム・ラシード（Harun Hashem Rashid）らがいる。パレスチナ国民劇団をはじめとして1970年に増加した劇団では、政治的なテーマの抵抗演劇も活発になった。言葉による抵抗の文化の伝統によって、政治や社会を批評・風刺するラップも盛んになり、青少年向けのワークショップも開かれている。
こうした抵抗文学の影響力は政治的に警戒され、作家への抑圧や殺害をもたらしている（#文学に対する抑圧を参照）。

### ナクバ、難民
ガッサン・カナファーニーは、ナクバの渦中やその前後、さらにその後の難民キャンプについて多数を著した。ナクバをテーマとする作品には自身の体験も反映されている。リヤーナ・バドルは小説『鏡の目』（1991年）で、レバノンの難民キャンプに住む少女の目を通してタルザータルの虐殺を描いた。バドルは執筆にあたり生存者の証言を集め、15年間をかけて本作品を完成させた。

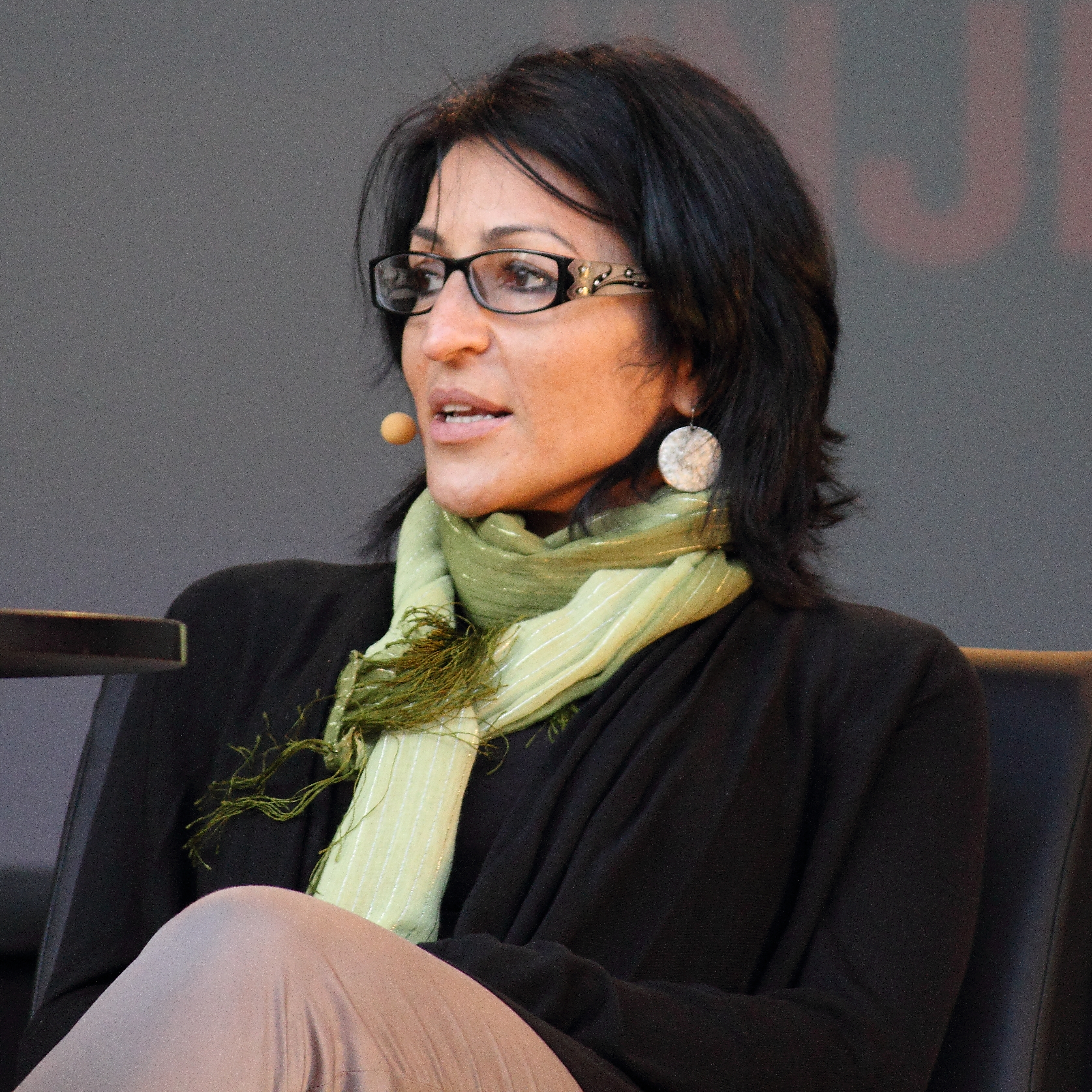
スーザン・アブルハワ

ナクバ後に生まれた世代も、ナクバをテーマとして受け継いでおり、スーザン・アブルハワの小説『ジェニンの朝』（2010年）などがある。アダニーヤ・シブリーの小説『とるに足りない細部』（2017年）は、1949年にアラブ人の少女がイスラエル兵士たちに性暴力のうえ殺害され、その事件を知った現代のパレスチナ女性が調査を始めて深入りしてゆく。
イギリスで刊行されたSFアンソロジー『Palestine +100』には、ナクバ（1948年）から100年後のパレスチナを舞台とする短編SF小説が収録されている。イスラエルとの和解のためにかつての出来事を全て忘却することを強いられたパレスチナで記憶をとどめようとする地下組織、両国を隔てる透明な壁が作られた未来が舞台のホラー、メタバースでヘブライ語をアラビア語に変換するハッカーなどの物語が収録されている。
パレスチナ社会では史料の散逸と地域の分断によって1948年の公的な記録をまとめることが困難になっており、オーラル・ヒストリーの手法もとられている。ビルゼイト大学によるオーラル・ヒストリーの記録は『破壊されたパレスチナ村落記録プロジェクト』として22村の記録が出版された。

### パレスチナ領内
1950年代のパレスチナ文学では、「潜入民」のテーマが多くの小説で使われた。潜入民とは、違法に祖国に戻ったパレスチナ人を指す。イスラエル政府はナクバ後の占領地でパレスチナ人の人口調査を行っており、調査の時点でパレスチナにいなかった人々は潜入民とされた。潜入民が暮らす村では見張りを置き、警察が来た時に素早く隠れるための合言葉を決めていた。マフムード・ダルウィーシュも潜入民として少年時代をすごしている。抵抗詩人で最年長にあたるザイヤードはパレスチナ方言を活かして小説や戯曲も発表している。
攻撃が日常となったガザでの生活を描いた小説にイブラーヒーム・ナスラッラーの『アーミナの縁結び』（2002年）がある。女性アーミナは息子の縁結びを願い、家族の幸福に生きる希望を見出している。アーミナは隣家の女性に自分の息子との縁談を持ちかけるが、実はすでに息子は死亡しており、家族を失ったアーミナの妄想であることが明らかになる。

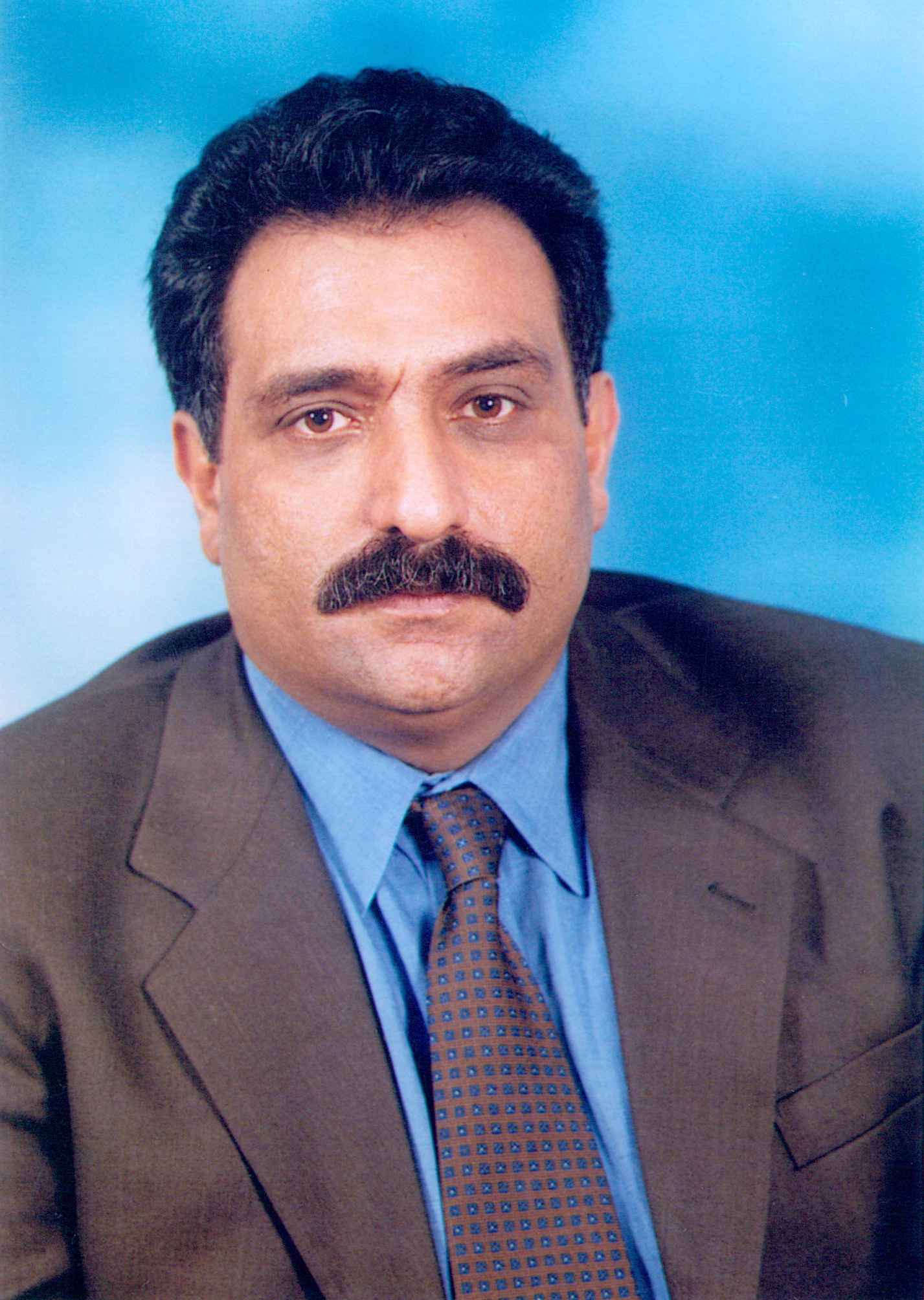
アズミー・ビシャーラ

イスラエル政府が建設した分離壁をテーマにした作品として、アズミー・ビシャーラの 『アル＝ハージズ（壁）』（2004年）がある。女性の語り手をめぐる1年間が断章となり、分離壁や検問所の光景、ありふれた会話、壁がもたらした現象が詳細に書かれているためパレスチナ社会の資料としても読める。ラマッラーの劇団アルカサバ・シアターは、占領下の物語をテーマとした『壁 - 占領下の物語Ⅱ』（2005年）で、壁の周囲の人々の生活や苦難を表現した。
2008年の攻撃についてはメールが発信手段で、写真もメールの添付ファイルだった。その後、SNSによって匿名の作者の発信が容易になった。2014年のガザ侵攻の際は、英語話者である学生や卒業生らが世界の人々に向けて英語で発信をした。その中でも「12秒間の電話」という匿名のエッセイが知られている。この題名は、イスラエル軍が民間施設を攻撃する前に事前警告をする電話を指しており、警告の電話を受けて10分以内に住み慣れた場所を去らなければならない想いが書かれている。
ガザ出身の作家ヒバ・アブー・ナダーは、詩や小説を収録した作品集『Oxygen is not for the Dead』（2017年）でデビューし、2023年10月以降の戦火の中で長編詩を発表した。アフメド・モルタジャ（أحمد رأفت مرتجى）は、住居への爆撃で瓦礫に埋もれたが生き延び、創作を続けている。ガザの色は赤と灰色であることや、文章を書き終わる前に爆撃されるかもしれない恐怖、記憶に蓄積された子供の叫び声、戦争を止められない者への怒りなどを語っている。リファアト・アルアリイールはガザ・イスラーム大学で比較文学を教え、ガザの記録や、若い世代に創作を教える活動をした。
2023年のガザ地区への攻撃を受けて、webサイト「Passages Through Genocide」が開設された。匿名のボランティアで運営されており、ガザ在住の作家、ジャーナリスト、医師らの日記やエッセイを掲載している。

### イスラエル領内
アターッラー・マンスールの短編小説『コーヒーふたつ』（1959年）は、宗教と民族が異なる男女のズレを通して、他者を理解できないことへの警鐘を表現した。マンスールの『新たな光のもとで』（1966年）は、イスラエル建国の混乱で孤児となったアラブ人が、父の友人のユダヤ人の息子としてキブツで暮らす物語だった。ムハンマド・ナッファーウの作品では1966年までのイスラエル軍政時代が詳細に書かれており、『運転免許証』（2001年）ではイスラエルのパレスチナ系市民の苦難が衒学的に語られる。イスラエル領内に残ったアラブ人のイスラエル共産党員が、特権としてソヴィエト連邦で運転免許証を取得するが、それが原因で困難に見舞われてしまう。ハビービーの『悲楽観屋サイードの失踪にまつわる奇妙な出来事』（1972年）は、イスラエル官憲のために働くパレスチナ人の苦悩をユーモアを交えて描いている。
サイイド・カシューアはアイデンティティが揺れ動くさまを寓話的・非現実的な設定の小説で描いている。『踊るアラブ人』（2002年）ではユダヤ人の寄宿学校に送られた少年がユダヤ人を模倣して生活する。『そして夜が明けると』（2004年）は、アラブ人がイスラエルで隔離され疎外されていることを寓話的に描く。『ヘルツェル真夜中に消える／シンデレラ』（2005年）は、昼間はユダヤ人、真夜中はアラブ人になる体質の主人公が登場する。『二人称 単数』ではアラブ人の弁護士とソーシャル・ワーカーの2人が主人公となり、弁護士は社会的に成功してもユダヤ人にはなれないことを悩み、ソーシャル・ワーカーは介護していたユダヤ人の死亡をきっかけにその人物になりすます。
アラブ世界の中でも、イスラエルのパレスチナ系市民が知られていない場合がある。聖公堂エルサレム大司教のリア・アブ・エル＝アサールの自伝『アラブ人でもなくイスラエル人でもなく』（1999年）では、アラブの国を訪れた際にイスラエルから来たことを話すと、誤解をした同席のアラブ人たちが退席したという体験が語られている。

### ジェンダー

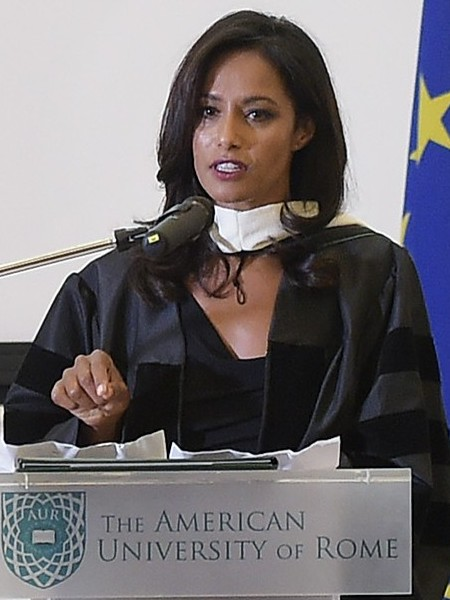
ルーラ・ジブリール

イスラエル政府の占領への対抗だけでなく、パレスチナ社会の問題に注目した作品もある。サハル・ハリーフェは、パレスチナの男性中心的で保守的な面を批判している。ハリーフェは高校卒業後に親の決めた結婚をしたあとで自活資金を蓄えて離婚をし、大学進学をかなえた経歴を持つ。ハリーフェの小説『ひまわり』（1980年）では、夫を殺されてイスラエルの工場で働きながら子供を育てる女性と、フェミニズムに関心をもつ雑誌記者の女性が登場し、地域社会の息苦しさと助け合いが語られている。

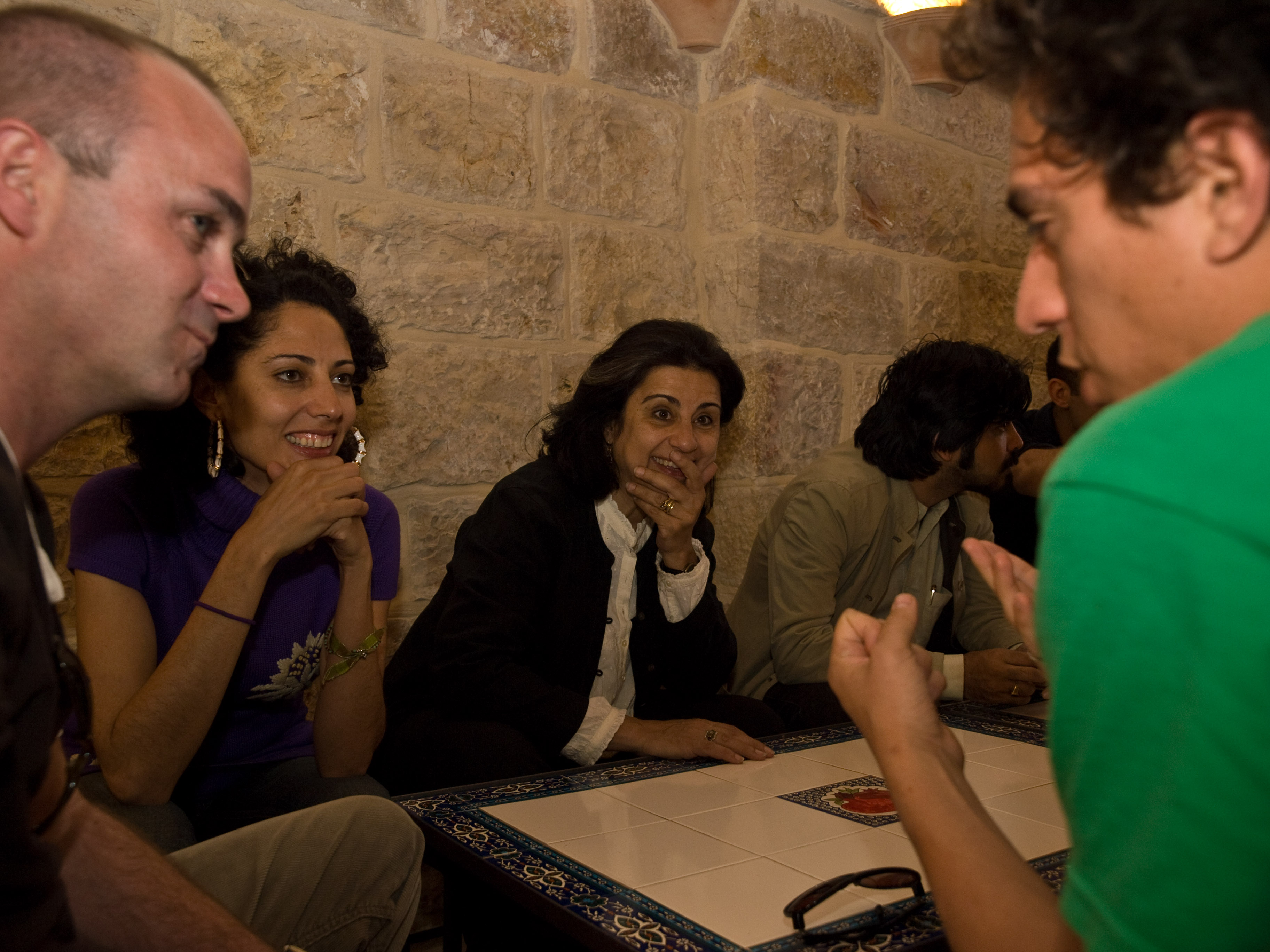
パレスチナ文学祭のスヘイル・ハンマード（左から2人目）。他にアーダフ・スエイフ（中央）、ダニエル・アラルコン（右）

ルーラ・ジブリールの自伝的小説『ミラル』（2005年）は、孤児院の少女が児童婚や家事などパレスチナ社会の不平等を見聞きし、女性院長のもとで学びを重ねて成長してゆく。院長のヒンドゥ・フセイニは、ナクバによる孤児を教育する活動で知られた人物だった。
スヘイル・ハンマードはニューヨークのブルックリンでヒップホップやアラビア語詩を愛好しながら育ち、やがてパレスチナ人や有色の女性としての意識を込めた詩集『パレスチナ人として生まれて、黒人として生まれて』（1996年）でデビューした。ハンマードは口語英語とアラビア語パレスチナ方言を混ぜた文体を駆使し、パレスチナを故郷として表現している。ハンマードはパレスチナ人とアメリカ合衆国の黒人の状況の困難さをつなげて表現し、他方では家父長制がもたらす婚姻制度や名誉殺人を批判する。
詩人のジョージ・エイブラハムはさまざまな境界をテーマとしており、性別二元論、占領者と被占領者、正しさの定義とそこから外れた存在などを象徴的につなげることで、安易な線引きを批判する。クィアやカミングアウトなど身体や性のあり方も作中に登場する。

### 世代交代
1948年にパレスチナを去ったディアスポラ・パレスチナ人は2世以降の世代も誕生している。そのため現地の市民権を取る者や、パレスチナやアラビア語について知らない者もおり、そうした背景の作品が増えている。

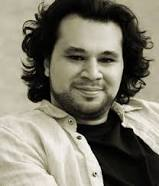
タミーム・バルグーティ

ガッサン・カナファーニーの小説『ハイファに戻って』は、ナクバで他国へ逃れたパレスチナ人夫妻と、イスラエル領に残されてイスラエル兵士として成長した子供の再会を通して、人間とは何かを問いかけた。ネオミ・シーハブ・ナイの『ハビービー』は自らの体験をもとにして、父親の故郷パレスチナでの生活を語った。パレスチナ人作家とエジプト人作家を両親にもつタミーム・バルグーティは、長編詩『エルサレムにて』（2007年）で現実を淡々と、時には辛辣に描き、アラブの同胞を励ましている。
2世や3世の作家は、住んでいる土地とパレスチナの間でアイデンティティに悩んだり、精神的な距離感をテーマにした作品も多い。エドワード・サイードの娘ナジュラー・サイードは、アメリカの白人社会で育ったためにアラブ人としての自己像を否定した体験と、ルーツとしてのパレスチナを探した自伝として『パレスチナを探して』（2013年）を発表した。ヒューストン在住のファーディ・ジューダはパレスチナ人としての問いや、子供にどう伝えるかの悩みなどを自由詩で表現する他、ダルウィーシュらのアラビア語詩を英訳している。サイイド・カシューアは、イスラエルのパレスチナ系市民の若い世代が社会で断絶し、継承するパレスチナ文化が明らかではない状況を描き、「私は誰なのか」や「誰でもない自分」をテーマとしている。

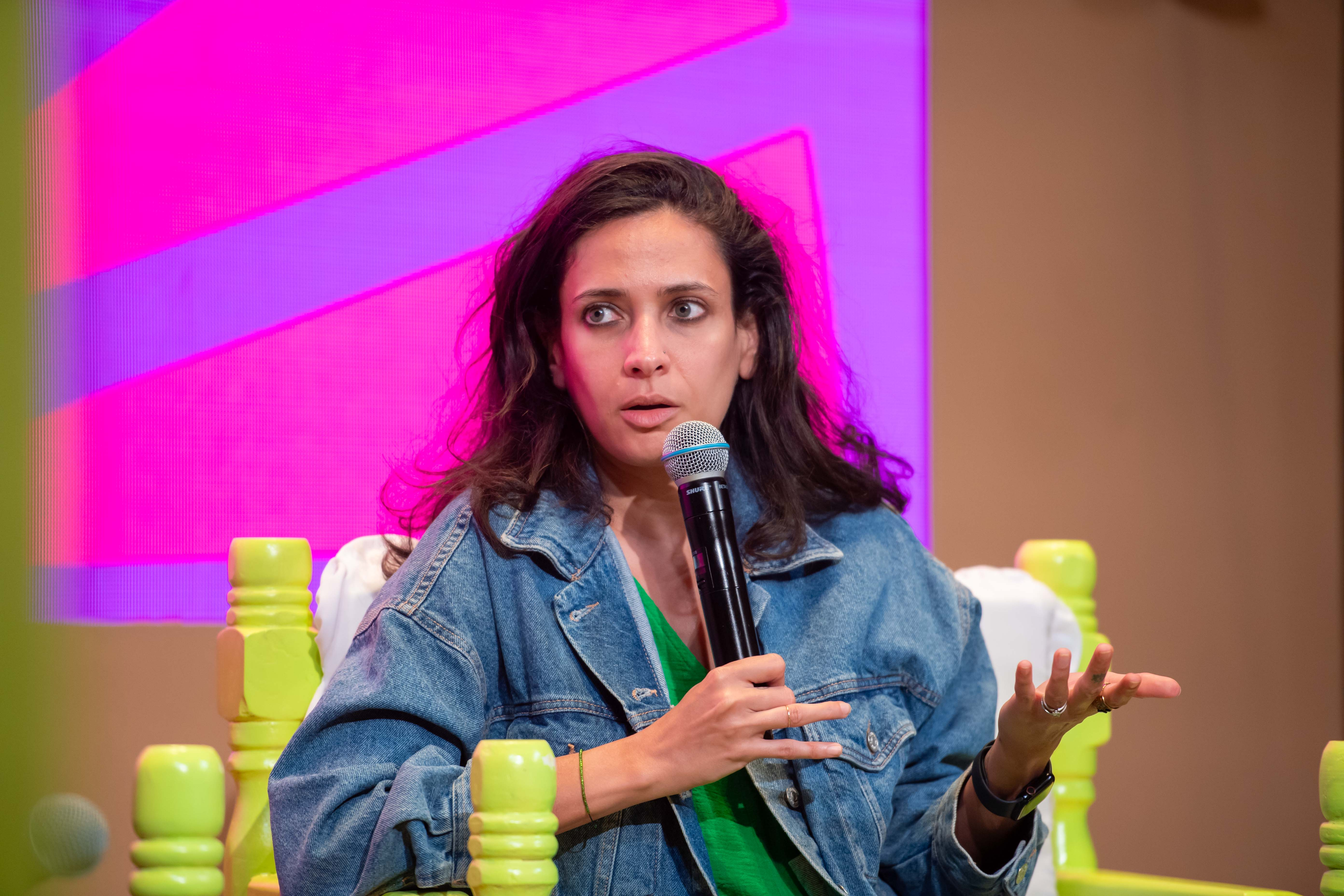
ハーラ・アルヤーン

アメリカ各地を転々として育ったハーラ・アルヤーンは、小説『塩の家々』（2017年）で4世代のパレスチナ人を視点を変えながら語り、歴史的事件に翻弄される家族が描かれる。個人的な体験として、過激思想に影響された家族の死、武力による政治闘争への違和感、祖国でよそ者扱いされる悲哀、受取人のいない手紙などがあり、政治的な変革を目指す読者とそうでない読者の双方に支持された。アルヤーンの作品では、個人の感覚や苦悩が歴史的な記録や記憶と結びつくタイミングを注視し、覚えていなければならないのに忘れてしまったという喪失感も描かれている。
シリア出身のアリー・クルディー（Ali Al-Kurdi）は、自伝的小説『シャマアーヤ邸』（2010年）でダマスカスのユダヤ人街で成長するパレスチナ人を通して、シリアのパレスチナ人にとっての故郷を表現した。また、抵抗活動だけでなく日常生活を通した女性像や母親像の多様さも語られている。アラブ諸国をへてアメリカで暮らすようになった女性の子供が異なる道を歩み、イスラーム主義に傾倒する者、アメリカ文化に同化してイラク戦争へ派遣される者、母親のパレスチナへの想いを継ぐ者に分かれてゆく。

### 言語の多様性

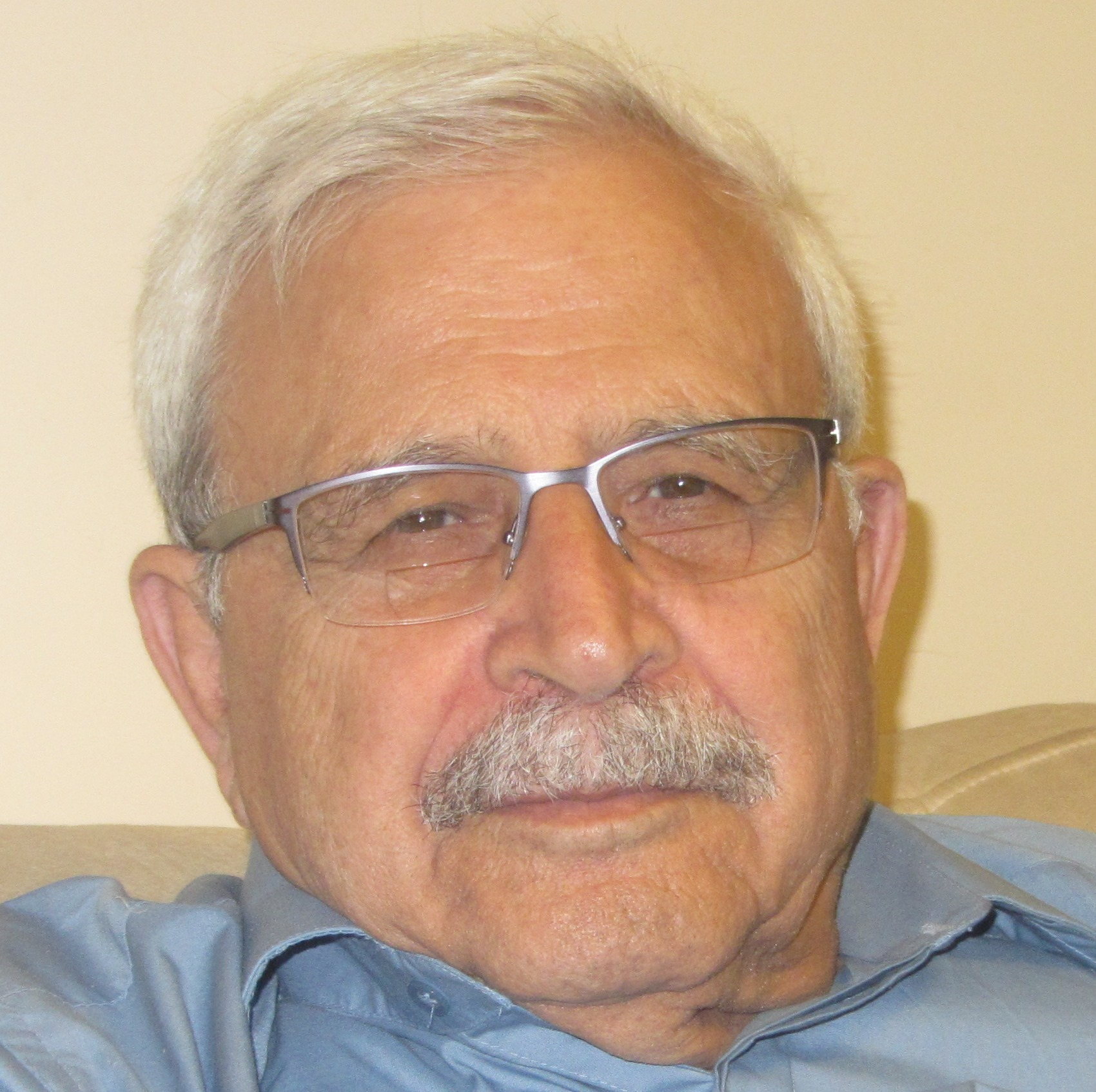
ヘブライ語や英語でも執筆するアターッラー・マンスール

イスラエルのパレスチナ系市民はヘブライ語でも創作を行っている。アターッラー・マンスールはアラブ人初のヘブライ語小説として『コーヒーふたつ』や『新たな光のもとで』（1966年）を執筆した。マンスールはナザレでアラビア語の週刊誌を創刊し、イスラエルとヨルダンで読まれている。アントン・シャンマースの『アラベスク』（1986年）は、ポストモダン文学の文体によるヘブライ語とメタ・フィクションの構成を持ち、国内外で好評を受けた。『アラベスク』はアラブ人の一族の物語をヘブライ語で書くことによって、ユダヤ対アラブという図式の脱構築も意図している。アラビア語とヘブライ語の双方で詩を中心に創作する作家として、ドゥルーズ派のナイーム・アライディやサルマーン・マサールハらがいる。パレスチナ系アメリカ人のベティ・シャミーが同時多発テロ後に発表した戯曲『黒い目』（2005年）では、自爆テロを回想する死者たちが登場する。言語の問題がテーマとなっており、ある女性はテロを止めようとするがアラビア語を話せないために機会を失ってしまう。

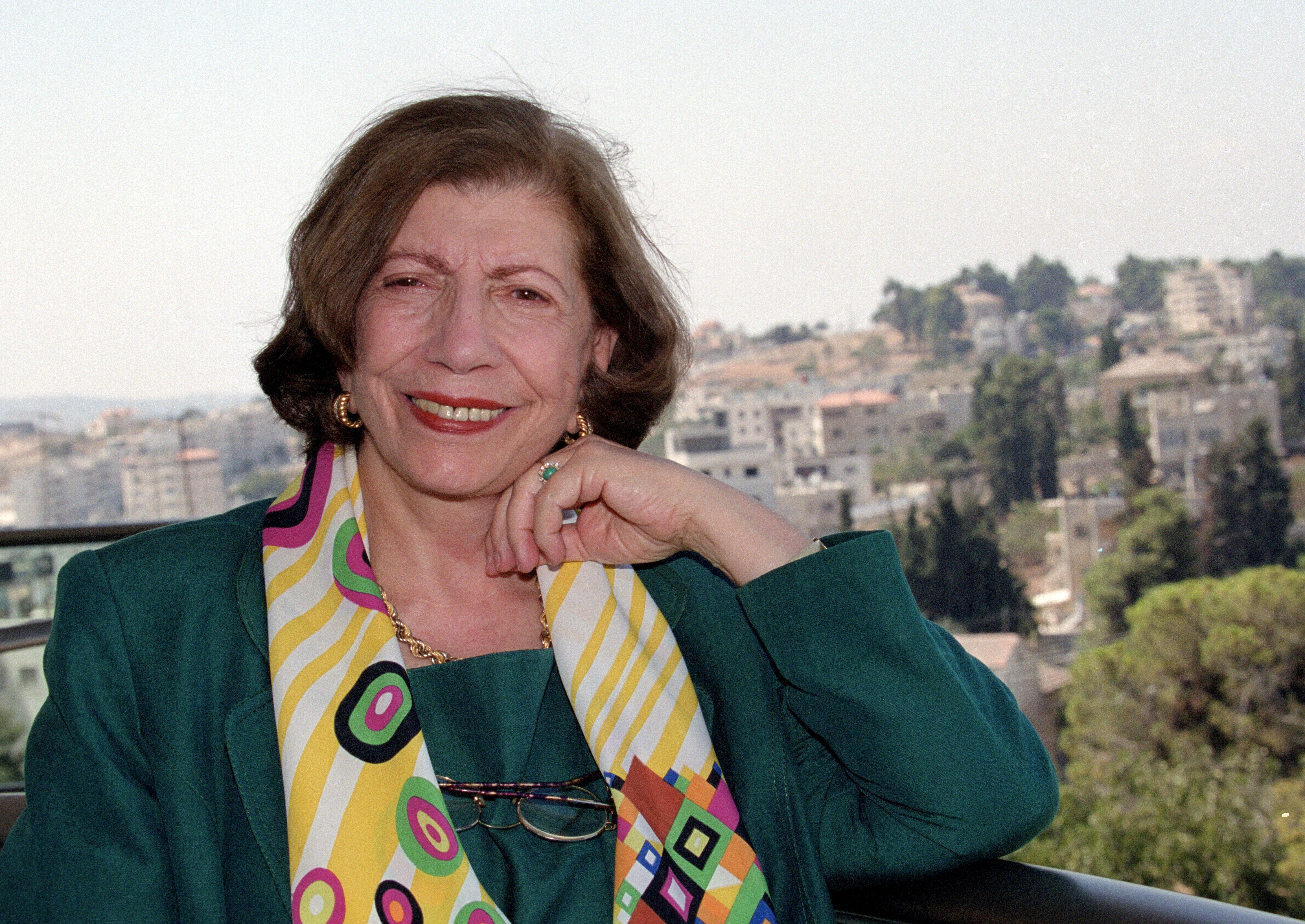
Project of Translation from Arabic（PROTA）を設立した詩人・翻訳家のサルマ・ジャユースィー

パレスチナにルーツを持ち、カイロをへてアメリカ在住となったエドワード・サイードは、英語で執筆をした。自伝『遠い場所の記憶』の原題 Out of Place は「場違い」を表しており、住む場所、言語、文化などさまざまな場違いの感覚が含まれている。イブラーヒーム・スースやエリアス・サンバーはフランス語で執筆した。ワリド・ナブハンはヨルダンに逃れた親のもとで育ち、マルタ共和国で暮らしながらマルタ語で自作を発表しつつ、マルタ語の現代文芸をアラビア語に翻訳している。
イスラエルのパレスチナ系市民の作家には、イスラエル社会でアラブ人の存在を主張するためにヘブライ語を選ぶ者もいる。また、3世以降のイスラエルのパレスチナ系市民はヘブライ語がアラビア語と同様に自明の言語であり、パレスチナの文芸作品が自明のものではない状況となっている。
詩人・翻訳家のサルマ・ジャユースィーは、アラビア文芸作品の英訳が少ないことや、自分が委任統治時代に受けた教育でアラブ文化について学ばなかったことを問題視した。そこで、アラビア語文学を英語に翻訳するProject of Translation from Arabicを1980年に設立した。

## 出版、図書館、イベント
パレスチナでは19世紀以降の交通手段の発達や教育の普及によって出版業が成長し、1908年から1914年には新聞をはじめとして32の定期刊行物が創刊された。1920年代から1930年代も刊行物が増え続け、民族主義と独立を主張するキリスト教系の新聞『フィラスティーン』、反体制的な新聞『東の鏡』、反シオニズム的な『アル＝カルメル』、体制的な評議会派の新聞『アラブ同盟』などが発刊された。当時のアラブとユダヤの対立は統一された民族対立ではなく、パレスチナ人の内部は名望家同士の対立によって評議会派と反対派の派閥に大きく分かれており、各紙の内容はこの対立を反映していた。また、カシュクール（スクラップブック）と呼ばれる冊子には物語、詩、文学や歴史のニュースが掲載された。
イスラエル建国の影響で、アラビア語話者のユダヤ教徒はアラブ世界の各地からイスラエルに移住した。アラビア語話者のユダヤ人のためにアラビア語の出版社が設立され、イスラエルのパレスチナ系市民作家の作品も出版された（#言語の多様性を参照）。
アラビア語の作品は、レバノンのベイルートとエジプトのカイロでの出版が盛んで、ベイルートで出版された作品は国際的に流通しやすかった。1950年代から1960年代にはベイルートの出版業がカイロを抜き、パレスチナの作家や知識人もベイルートを活用した。ベイルートではパレスチナ系のメディアも発行されて作家も働いた。1958年にタシケントで第1回アジア・アフリカ作家会議が開催され、パレスチナの作家も参加した。
イスラエル領内のアラビア語出版は、イラク出身のユダヤ人によるアラビア語の新聞や雑誌が中心だった。イスラエルのパレスチナ系作家は、それらのメディアを発表の場として創作が活発になった。1960年代後半には、アラビア語系の出版社がイスラエルのパレスチナ系作家の作品を相次いで出版した。その理由は、(1) 第3次中東戦争によってヨルダン川西岸とイスラエル領内の交流が増えたこと、(2) イスラエルのパレスチナ系市民の存在が認知されるようになったこと、(3) イスラエル領内で発行されていたアラブ人向けのメディアが終刊したことなどがある。アラブ世界の作家は、自国での検閲を避ける手段としてもベイルートで出版を行った。
1980年代以降はアメリカを中心に英語などの他言語に翻訳された。シリアでは、ダマスカスを拠点としたPFLPが有識者の協力を得て、1990年代に全8巻の『課題と証言』シリーズを出版した。同シリーズは「独裁者や権力者ではなく、祖国や国民国家を基盤としたアラブ民衆の連帯は実現できるのか」というテーマを基調とし、第3巻は『文学・現実・歴史』という特集で文化の再興や小説における啓蒙を論じた。
2000年代以降は、シリア出身のパレスチナ人作家や、シリア在住のパレスチナ人作家がダマスカスの出版社で小説を発表した。パレスチナの経験やアイデンティティを通したシリア社会が表現されており、シリア人作家にはない視点が注目されている。ベイルートはアラブ世界の出版の中心地の一つだったが、2006年にイスラエル軍のベイルート攻撃によって被害を受けた。
パレスチナ人による書籍のコレクションとしては、エルサレムのアル＝ハーリディー図書館が最大規模となっている。アラビア語文献を中心とする1200冊以上の手書き写本が所蔵されており、最古のものは11世紀初頭に属する。こうした私設図書館はナクバ以前には多数あったが、イスラエル軍が書籍を略奪してヘブライ大学図書館（現イスラエル国立図書館）に保管している。
2017年には、ガザにエドワード・サイード公共図書館が設立された。著名な文学者の名を冠した施設で、詩人のムスアブ・アブートーハが2014年のガザ侵攻の直後からSNSで寄付を募って実現した。ガザ市とベイト・ラヒアの2館に古典文学作品が所蔵されており、アラブ作家の他にシェイクスピア、トルストイ、メルヴィルなどもあり、若い世代が自由に古典にアクセスできる環境を提供している。
文学イベントとして、2008年にエルサレムのナショナル・シアターでパレスチナ文学祭（PalFest）が開催された。「パレスチナに対する文化的な包囲を打ち破る」という宣言のもとで活動を続けている。2015年にはベツレヘム、ハイファ、ガザ、エルサレム、ナブルス、ラマッラーで開催された。新しい作家にスポットを当て、活躍した作家の作品をアンソロジーとして出版している。

## 文学に対する抑圧

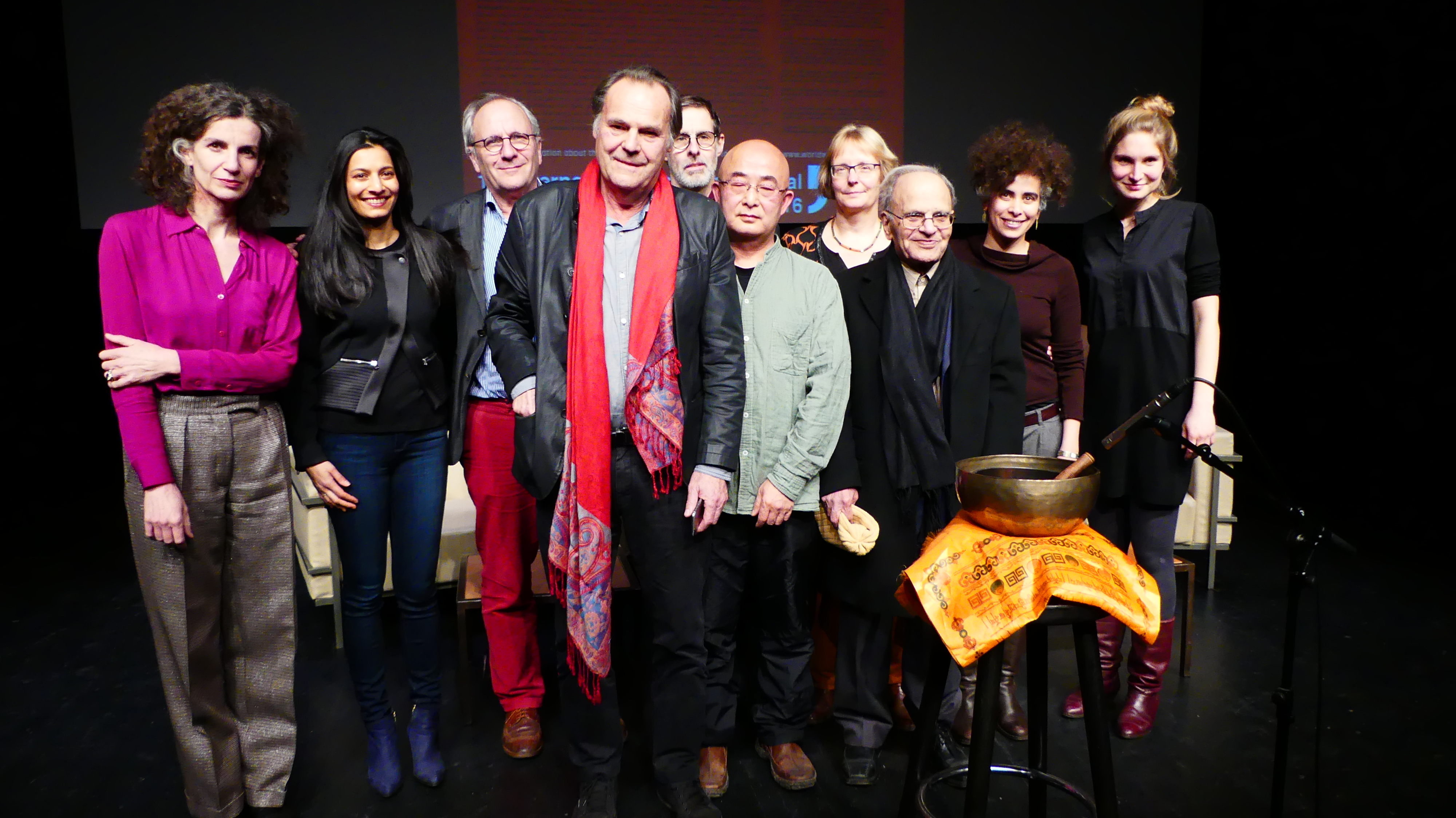
サウジアラビアで獄中にあるアシュラフ・ファイヤードを支援した作家たち。パレスチナ作家ではアダニーヤ・シブリーがいる（右から2人目）

パレスチナの文芸作品や芸術活動は政治活動を支える関係にある。イスラエル政府は文学の重要性を認識し、さまざまな手段によってパレスチナ文学の作家や関係者を抑圧している。その手段としては検閲、逮捕、暗殺などが含まれる。アラブ世界の政府もパレスチナの作家を抑圧する場合がある。

### 検閲、迫害
ナクバ後の占領地域に対して、イスラエル政府は出版を管理し、シオニズムに対立しない文芸作品だけを許可した。さらに外部からの文化が伝わらないように情報を制限した。そのため占領地域での創作は大衆詩に限られて、エジプト革命（1952年）までその状況が続いた。1958年にアル・ジャリールで行われた反シオニズムのデモはイスラエル当局に弾圧され、多数の詩人も捕えられた。ヨルダン川西岸地区ではイスラエル軍の教育・文化担当将校が教育に干渉し、学校図書館の全書籍は許可制となり、禁書は没収された。禁書とされたのは、「パレスチナ」という語を使った教科書、パレスチナの地理を解説した書籍、アラブの歴史・文化・業績について触れた書籍などだった。
マフムード・ダルウィーシュはイスラエルで数度の投獄を受け、第3次中東戦争後に国外追放となった。ハビーブ・カフワジーは占領地から追放され、サミール・アル・カースィムも戒厳令下は抑圧を受けた。タウフィーク・ザイヤードやジャーナリストのファウジー・アル・アスマルは職場から追われた。ダルウィーシュの『パレスチナの恋人』は、「パレスチナ」の地名表記を「イスラエルの地」に変更させられた。イスラエルのパレスチナ系の弁護士サブリー・ジェリースは、『イスラエルの中のアラブ』（1966年）でパレスチナ系市民がイスラエル領内で受ける抑圧を法律論をまじえて解説したが、イスラエル当局から発禁処分を受けた。イスラエル国内ではパレスチナを題材とした作品への検閲が強まっており、政治犯でもあるワリード・ダッカの『パラレル・タイム』を上演したミーダーン劇場は公的助成を打ち切られて閉鎖された。2023年12月にはジェニーンのフリーダム・シアターがイスラエル軍に襲撃され、劇場の設備が破壊され、芸術監督のアフマド・トゥバースィーやプロデューサーのムスタファー・シターらが逮捕された。
抑圧はイスラエルだけでなくアラブ世界でも行われている。エドワード・サイードは『パレスチナ問題』でアラブ世界の権威主義的な政治の問題を指摘し、PLOとファタハから反発を受けた。このためサイードのパレスチナやアラブに関する著作はアラビア語に翻訳されなかったが、ヘブライ語には翻訳されてイスラエルの反体制派から好意的な反響を呼んだ。ヘブライ語を使う作家は、アラブ世界においてイスラエル社会への同化やパレスチナ人としての裏切りと見なされる場合もある。詩人・芸術家のアシュラフ・ファイヤードはサウジアラビア出身の難民2世で、詩集『内部の指示』（2008年）が背教にあたるとして勧善懲悪委員会に告発されて死刑宣告を受けた。各国の作家や国際ペンクラブが抗議したため減刑がされたが、ファイヤードはいまだに獄中にいる。
西アジアではない地域においても、パレスチナ文学に関連する活動が抑圧される場合がある。アメリカの文学者スティーブン・サライタは、アメリカ先住民研究の他にアラブ系アメリカ文学も研究し、パレスチナ問題とアラブおよびイスラームの関係を論じているが、パレスチナ擁護とイスラエル批判の姿勢が原因でイリノイ大学の雇用契約を取り消された。主にベルリンで活動しているアダニーヤ・シブリーは、小説『とるに足りない細部』がリベラトゥール賞を受賞した。しかし同賞の主催団体であるドイツ出版協会は、2023年のフランクフルト・ブックフェアで予定されていた授賞式の無期延期を発表し、同展はイスラエルへの連帯声明を出した。これにより本作品の話題性が高まり、文学関係者からシブリーへの支援表明は1500筆以上となった。

### 暗殺
著名なパレスチナの作家、芸術家、知識人は影響力を警戒されて暗殺の標的となった。イスラエル政府の諜報機関や軍の機密文書として、暗殺に関する報告書も発見されている。
ガッサン・カナファーニーは1972年に暗殺された。自動車に爆弾が仕掛けられており、同乗していた17歳の姪であるラミース・ナジュムも死亡した。カナファーニーは作品が著名なことに加えて、パレスチナ解放人民戦線（PFLP）の機関誌『アル＝ハダフ』の編集者であり、PFLPの広報を行っていた。そのためイスラエル政府をはじめとする敵対組織の標的となっていた。
1977年には、詩人でPLOニューヨーク事務所のスポークスマンだったラーシド・フセインが住まいを放火されて死亡した。ファタハの指導者層でもあった詩人のカマール・ナーセルはベイルートで1979年に暗殺された。フリーダム・シアターを開設したジュリアーノ・メール・ハミースは2011年に暗殺された。他にも暗殺された人物として、作家・翻訳家のワーイル・ズアイタルらがいる。

### 戦闘による被害
イスラエル・ハマース戦争以降、戦闘が激しいガザにおいて暴力に見舞われる作家が相次いでいる。2017年にデビューしたヒバ・アブー・ナダーは、2023年10月20日にイスラエル軍の爆撃で死亡した。詩人のムスアブ・アブートーハはエジプト国境でイスラエル軍に連行され暴行を受けた。開放後のアブートーハは、イスラエル軍がSNSで発信する詩人の影響力を把握していたと述べている。詩人のリファアト・アルアリイールは2023年12月6日にイスラエル軍の攻撃で死亡した。生前に発表した詩『もし私が死なねばならないなら』（2011年）にある「私が死ななければならないのなら、あなたは必ず生きなくてはならない」というフレーズは世界各地で共有されている。

## 主な著作家
以下の一覧は、岡 (2006)、岡 (2008)、岡 (2018)、岡編 (2016)、岡崎 (2021)、佐藤 (2018)、鈴木, 児玉編 (2024)、関根 (1979)、中東現代文学研究会編 (2013)、中東現代文学研究会編 (2017)、中東現代文学研究会編 (2022)、トゥカーン (1996)、細田 (2014)、山本 (2015)、山本 (2016)、Jayyusi, ed. (1992)、Passages Through Genocide (2023)を主に参照して作成。
- ハリール・サカーキーニー（アラビア語版）（1878年-1953年） - 『ハリール・サカーキーニー日記』（2003年-2010年）
- タウフィーク・カナアーン（アラビア語版）（1882年-1964年）
- イブラーヒム・トゥカーン（アラビア語版）（1905年-1941年） - 『赤の水曜日』（1931年）
- ニコラ・ズィヤーダ（アラビア語版）（1907年-2006年）
- アブー・サルマー（アラビア語版）（1909年-1980年）
- アブドゥル・ラヒーム・マフムード（アラビア語版）（1913年-1948年）
- ファドゥワ・トゥカーン（1917年-2003年） - 『私ひとり、日々と』（1952年）
- ジャブラー・イブラーヒーム・ジャブラー（アラビア語版）（1919年-1994年） - 『流浪の砂漠』
- エミール・ハビービー（1922年–1996年） - 『悲楽観屋サイードの失踪にまつわる奇妙な出来事』（1974年）
- タウフィーク・サーエグ（アラビア語版）（1923年-1971年） - 『恐慌』
- カマール・ナーセル（アラビア語版）（1924年-1973年）
- サルマ・ジャユースィー（アラビア語版）（1925年-2023年）
- サミラ・アッザーム（アラビア語版）（1927年-1967年）
- ハールーン・ハーシム・ラシード（Harun Hashem Rashid）（1927年-2020年） - 『パレスチナ人』
- ハンナー・アブー・ハンナー（アラビア語版）（1928年-2022年）
- タウフィーク・ザイヤード（アラビア語版）（1929年–1994年） - 『異常者』（1965年）
- ターハー・ムハンマド・アリー（アラビア語版）（1930年-2011年）
- ハビーブ・カフワジー（アラビア語版）（1932年-2023年）
- ワーイル・ズアイタル（アラビア語版）（1934年-1972年）
- アターッラー・マンスール（1934年-） - 『新たな光のもとで』（1966年）
- エドワード・サイード（1935年-2003年） - 『遠い場所の記憶』（1999年）
- シャリフ・カナーアナ（アラビア語版）（1935年-） - 『Speak, Bird, Speak Again』（1989年）
- ガッサン・カナファーニー（1936年-1972年） - 『太陽の男たち』（1962年）
- ハリーム・バラカート（アラビア語版）（1936年-2023年） - 『六日間』（1961年）
- イブラーヒーム・ムハッウィー（アラビア語版）（1937年-） - 『Speak, Bird, Speak Again』（1989年）
- リア・アブ・エル＝アサール（英語版）（1937年-）『アラブ人でもなくイスラエル人でもなく』（1999年）
- サリーム・ジュブラーン（Salim Jubran）（1939年-2021年）
- サミール・アル・カースィム（アラビア語版）（1939年-2014年） - 『挑発的な馬』
- タウフィーク・ファイヤード（Tawfiq Fayyad）（1939年-）
- ムハンマド・ナッファーア（アラビア語版）（1940年-2021年）
- マフムード・ダルウィーシュ（1941年-2008年） - 『パレスチナの恋人』（1966年）
- サハル・ハリーフェ（アラビア語版）（1941年-） - 『ひまわり』（1980年）
- ザキー・ダルウィーシュ（Zaki Darwish）（1944年-）
- ムーリド・バルグーティ（アラビア語版）（1944年-2021年）
- イブラーヒーム・スース（アラビア語版）（1945年-） - 『ユダヤ人の友への手紙』（1988年）
- エリアス・サンバー（1947年-） - 『パレスチナ―動乱の100年』（1984年）
- アントン・シャンマース（アラビア語版）（1950年-） - 『アラベスク』（1986年）
- ナイーム・アライディ（アラビア語版）（1950年-）
- リヤーナ・バドル（アラビア語版）（1950年-） - 『鏡の目』（1991年）
- ネオミ・シーハブ・ナイ（英語版）（1952年-） - 『ハビービー』（1997年）
- サルマーン・マサールハ（アラビア語版）（1953年-）
- アリー・クルディー（Ali Al-Kurdi）（1953年-） - 『シャマアーヤ邸』（2010年）
- イブラーヒーム・ナスラッラー（アラビア語版）（1954年-） - 『アーミナの縁結び』（2002年）
- アズミー・ビシャーラ（1956年-） - 『アル＝ハージズ（壁）』（2004年）
- ズィヤード・ハッダーシュ（アラビア語版）（1964年-）
- ワリド・ナブハン（英語版）（1966年-）
- スーザン・アブルハワ（英語版）（1970年-） - 『ジェニンの朝』（2010年）
- ファーディ・ジューダ（英語版）（1971年-） - 『Tethered to Stars』（2021年）
- アーティフ・アブー・サイフ（アラビア語版）（1973年-） - 『ガザ日記』（2024年）
- スヘイル・ハンマード（英語版）（1973年-） - 『パレスチナ人として生まれて、黒人として生まれて』（1996年）
- ルーラ・ジブリール（英語版）（1973年-） - 『ミラル』（2005年）
- アダニーヤ・シブリー（1974年-） - 『とるに足りない細部』（2017年）
- サイイド・カシューア（英語版）（1975年-） - 『踊るアラブ人』（2002年）
- タミーム・バルグーティ（アラビア語版）（1977年-） - 『エルサレムにて』（2007年）
- リファアト・アルアリイール（1979年-2023年） - 『もし私が死なねばならないなら』（2011年）
- アシュラフ・ファイヤード（英語版）（1980年-） - 『内部の指示』（2008年）
- ヘンドゥ・ジュダ（アラビア語版）（1983年-）
- アイマン・シクセック（英語版）（1984年-）
- ワイアット・アル・フセッシーニ（1986年-）
- ハーラ・アルヤーン（英語版）（1986年-） - 『塩の家々』（2017年）
- ヒバ・アブー・ナダー（アラビア語版）（1991年-2023年） - 『Oxygen is not for the Dead』（2017年）
- ムスアブ・アブートーハ（1992年-）
- ヌールッディーン・ハッジャージュ（アラビア語版）（1996年-2023年）
- アフメド・モルタジャ（Ahmed Mortaja）（1996年-）
- ジョージ・エイブラハム（英語版） - 『生得権』（2020年）
- ベティ・シャミー（英語版） - 『黒い目』（2005年）